# Grand Trianon
Pour les articles homonymes, voir Trianon et Trianon (homonymie).
Ne doit pas être confondu avec Petit Trianon ou Trianon de porcelaine.
Le Grand Trianon, anciennement Trianon de marbre est un château situé dans le domaine de Versailles, dans le département français des Yvelines, en région Île-de-France.
Il est construit à la demande du roi Louis XIV, à partir de 1687, par l'architecte Jules Hardouin-Mansart à proximité du château de Versailles, à l'extrémité du bras est du Grand Canal. L’extérieur du bâtiment est construit en marbre rose qui lui confère le nom de « Trianon de marbre », par opposition au Trianon de porcelaine qui le précède au même emplacement, ce dernier étant lui-même construit sur l'ancien village de Trianon.
Au fil du temps et des différents régimes, il est le lieu de résidence ou de séjour de plusieurs figures royales françaises ou étrangères, dont Louis XIV, Pierre Ier de Russie ou encore Marie Leszczynska, épouse de Louis XV. Plus récemment y ont séjourné le général de Gaulle, ou des chefs d'État étrangers en visite officielle en France, comme le président américain Richard Nixon en 1969, ou la reine du Royaume-Uni Élisabeth II en 1972.
Aujourd'hui ouvert au public dans le cadre du musée national des châteaux de Versailles et de Trianon, il sert encore de lieu de réception à l'État, qui y accueille ses invités de marque.

## Histoire

### Le Trianon de porcelaine
En 1663 et 1665, Louis XIV achète aux moines de l'abbaye Sainte-Geneviève de Paris les terres et le village de Trianon (nommé Triarnum dans une bulle de 1163), que les agrandissements progressifs du domaine, au nord-ouest du parc de Versailles, finissent par annexer,,. L’église et les bâtiments sont rasés et un premier jardin est rapidement dessiné. Deux ans plus tard, en 1670, le roi demande à Louis Le Vau les plans d’un petit château destiné à son usage exclusif. Le Vau, qui meurt le 11 octobre de la même année, laisse un projet qui est mené à bien par son gendre et successeur François II d'Orbay.
Achevé en 1672, moins d'un an plus tard, le premier château de Trianon, dit « Trianon de porcelaine », va demeurer quinze ans. En faïence très fragile, il subit rapidement l’usure du temps et cesse de plaire au roi qui ordonne sa démolition en 1686, peu après la visite des ambassadeurs du roi de Siam, pour faire édifier à sa place une demeure plus vaste et d’un style résolument différent.

### Construction
« J'ai fait Versailles pour ma Cour, Marly pour mes amis et Trianon pour moi. »

— Louis XIV, Errances et parcours parisiens de Rutebeuf à Crevel (P39) -  Par Jeannine Guichardet

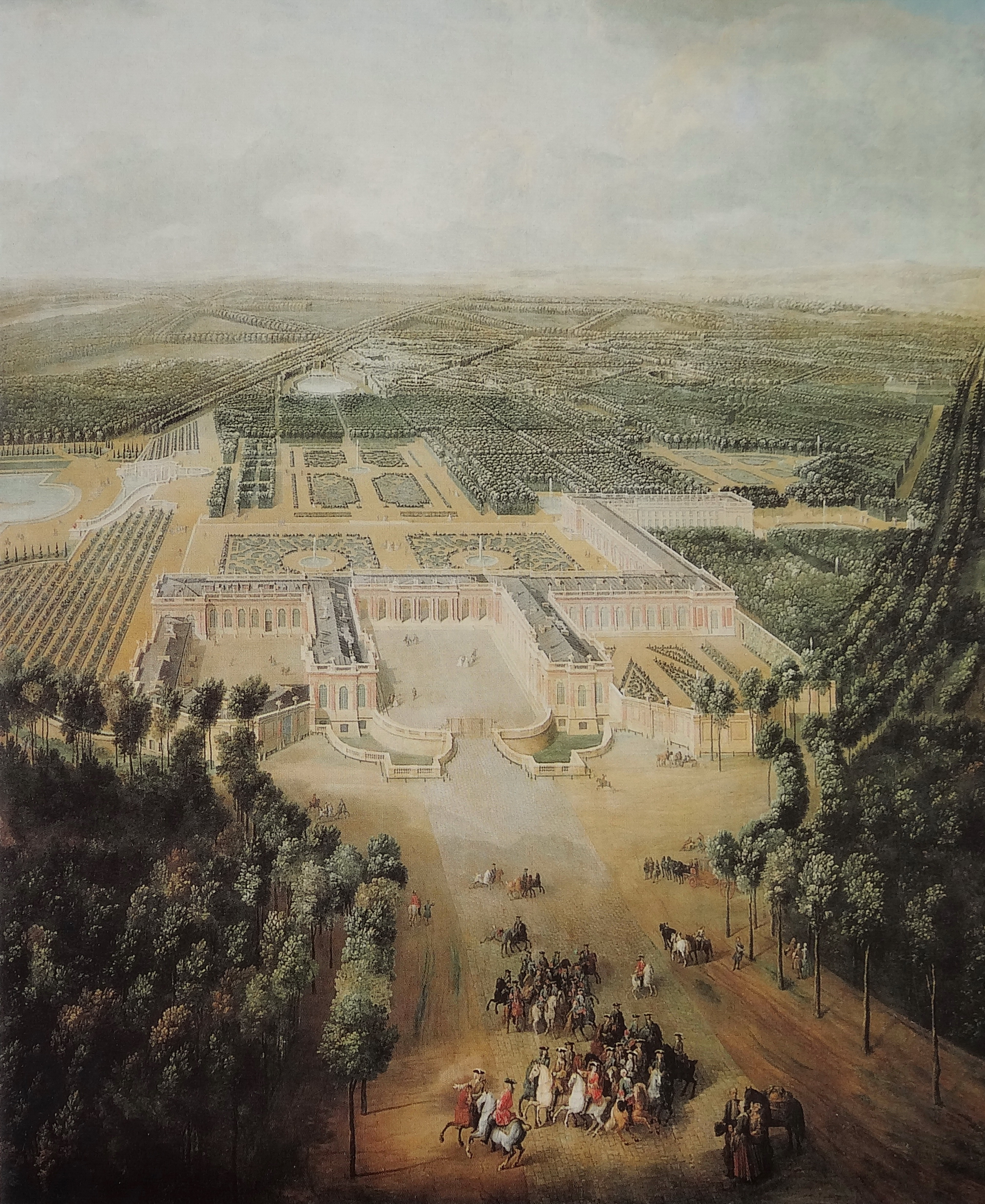
Le Grand Trianon en 1724.

Le bâtiment est reconstruit sur les gravats de l'ancien Trianon de porcelaine, par Jules Hardouin-Mansart, premier architecte du Roi, chargé de sa construction. Le projet est établi en juin-juillet 1687. Louis XIV est de facto l'auteur de tous les choix architecturaux, c'est lui qui refuse les grands toits à la française que lui proposait Mansart et opte pour les toitures basses qui disparaissent derrière le couronnement, à l'italienne, où même les souches de cheminées n'en dépassent pas. Il est également l'auteur du péristyle, si le dessin de l'arcade est de Robert de Cotte, l'idée de la percée centrale qui permet de voir le jardin est de Louis XIV, les arcades sont prévues pour être fermées par des menuiseries, mais la décision de ne pas les poser a été prise alors que Mansart était allé prendre les eaux. La tradition veut alors, qu'on adaptât la qualité de la pierre à la nature de la partie traitée, Louis XIV impose l'emploi d'une seule qualité de pierre pour l'unité de couleur.
Le roi se rend régulièrement sur le chantier, où il gère ses affaires d'État, installé sous une tente tout en inspectant l'avancement des travaux. Attentif au moindre détail et ayant une idée précise en tête, il fait abattre des murs déjà montés, car les plans ne lui conviennent pas. Saint-Simon rapporte que le roi est le seul à avoir vu le défaut d'une fenêtre, plus petite que les autres. Louvois nie qu'une erreur si grossière se soit produite, alors le roi demande à André Le Nôtre de vérifier ces impressions par des mesures précises de géomètre. Ces dernières lui donnent raison, obligeant Louvois à présenter des excuses au monarque, Saint-Simon rapporte alors que ce dernier, en tant que secrétaire d'État de la Guerre, planifie alors un conflit pour détourner le roi de ses préoccupations architecturales, afin de remonter dans son estime.
Le chantier progressant rapidement, Louis XIV y prend son premier dîner dès le 22 janvier 1688, le gros œuvre et quelques aménagements intérieurs sont en place. L'édifice est inauguré à l’été 1688 par Louis XIV et Madame de Maintenon, qui en font leur résidence privée. Le roi aime Trianon, comme le rapporte Madame de Maintenon : « Le Roi a toujours Trianon en tête ».

### Vie à Trianon sous Louis XIV

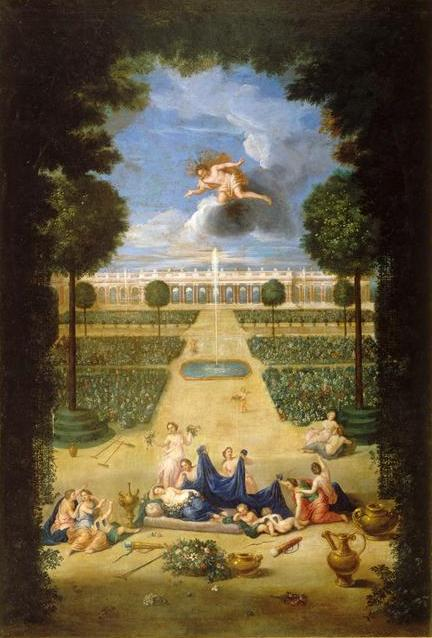
Le Grand Trianon vu des parterres par Jean Cotelle

Les premières années, le roi ne s'y rend que durant la journée. Il faut attendre le 11 juillet 1691 pour qu'il puisse y dormir, la résidence étant enfin meublée. Si l'extérieur est de marbre, en raison des difficultés financières, le royaume étant alors en pleine guerre de la Ligue d'Augsbourg, les aménagements intérieurs sont moins luxueux.
En revanche, plusieurs milliers de fleurs en pot sont disposées, ces dernières pouvant être changées jusqu'à deux fois par jour, au bon vouloir des occupants et pour maintenir une floraison constante ; « jamais on ne voit de feuilles mortes ni arbrisseaux qui ne soient en fleur » (Le Nôtre). Pour compléter la décoration intérieure, une commande de 24 tableaux est faite en 1687 dont 21 au seul Cotelle ; ils sont disposés dans la galerie des Cotelle.
De 1691 à 1705, l'aménagement intérieur est continuellement modifié. Si initialement le roi occupe la partie sud du Trianon, avec vue sur le Grand Canal, il l'abandonne en 1703 au profit de son fils et s'installe dans l'aile nord, attiré par sa fraîcheur. Cette installation se fait en lieu et place du théâtre.
Aller à Trianon ne se fait que sur invitation royale, souvent pour la journée. Le roi y organise régulièrement des dîners dont la finalité est de contrôler la Cour. Peu d'invités y couchent, cela en raison du nombre limité de logements. À la fin de son règne, Louis XIV ouvre plus largement Trianon.
Les lambris des salons accueillent de nombreux princes et princesses du sang : le Grand Dauphin, la duchesse de Bourgogne, le duc et la duchesse de Berry, le duc de Chartres et sa mère la duchesse d'Orléans, la duchesse de Bourbon.

### Le palais après Louis XIV
Louis XV se désintéresse totalement du lieu, mais y vient pour chasser. Il y éloigne donc la reine Marie Leszczynska, qui y réside dès août 1741. D'après Jérémie Benoît, l'idée a pu venir au roi quand les parents de la reine y ont logé en 1740. La reine, bien qu'y habitant, ne peut entretenir convenablement ces lieux. En avril 1747, Charles Lenormant de Tournehem et Ange-Jacques Gabriel y font des constatations qui aboutissent à une modernisation des toitures et un remplacement de certains éléments architecturaux délabrés.
Ne possédant plus de lieu de retraite, et poussé par sa favorite, la marquise de Pompadour, Louis XV décide de reprendre possession du palais de Trianon en 1749. Il y fait bâtir le Pavillon français, doté d'une basse-cour, et le jardin français, ordonné par Bernard de Jussieu. Le pavillon frais complète l’ensemble en 1753. Enfin, la construction du Petit Trianon, entre 1761 et 1768, donne son nouveau nom au Trianon de marbre, le Grand Trianon.
Marie-Antoinette préfère de loin le Petit Trianon au Grand ; elle y donne malgré tout quelques représentations dans la galerie des Cotelles. Pendant la Révolution, les deux Trianons (particulièrement le Petit) sont occupés et dégradés par une succession de bals et fêtes.

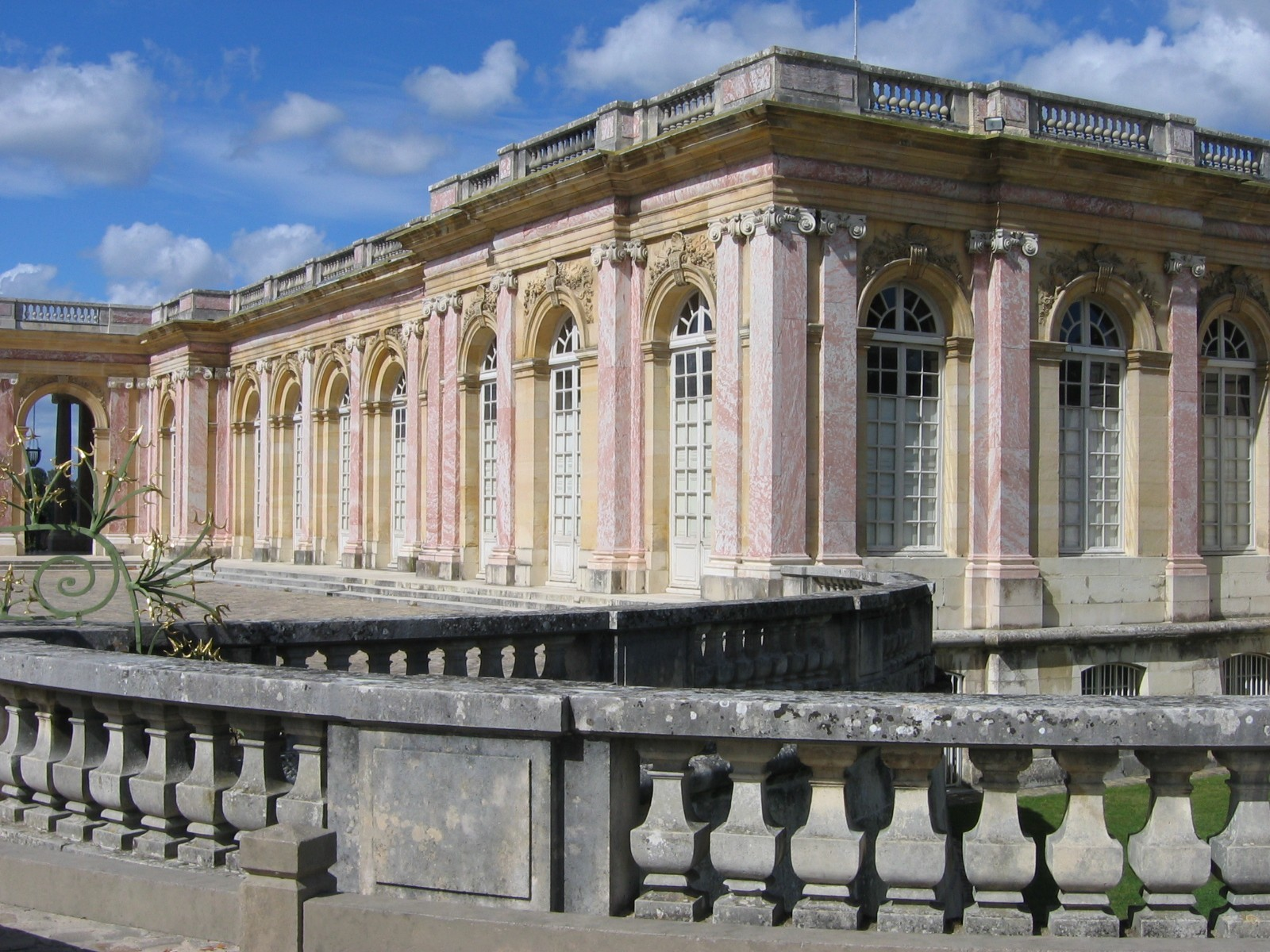
Le Grand Trianon côté cour.

Il faut attendre le Premier Empire pour que le domaine reprenne de l’importance. En 1805, Napoléon Ier ordonne la restauration des deux domaines. On commence par ravaler les façades et boucher les lézardes. Dès 1808, on réalise de plus gros travaux. Un projet de doubler l'aile à droite de la cour d'honneur n'aboutit pas, pas plus que la réunion des deux Trianons. En revanche, le péristyle est fermé de vitres, afin d'éviter à l'impératrice les courants d'air, et tout l'intérieur est remis en état, des cheminées aux carrelages et des parquets aux lambris. De 1809 à 1810, le château est remeublé. L’empereur fait de nombreux séjours à Trianon entre 1809 et 1813. Afin de garantir sa sécurité et de faciliter un accès direct à Trianon sans passer par le grand château, il fait ériger la grille d’entrée de l’avant-cour et les deux pavillons réservés à sa garde personnelle d'une cinquantaine d'hommes.
Sous Louis XVIII, aucun changement n’est effectué au château, seuls les symboles impériaux sont enlevés. Le 31 juillet 1830, Charles X s’y arrête quelques heures sur la route de son exil. De 1830 à 1848, Marie-Amélie de Bourbon-Siciles confie à Frédéric Nepveu le soin de mettre le château au goût du jour pour y résider, et y marie sa fille, Marie d'Orléans, avec Alexandre de Wurtemberg, le 18 octobre 1837. Comme son prédécesseur, Louis-Philippe Ier fait halte à Trianon sur la route de l'exil, le 24 février 1848.

### Le palais des Républiques
En 1873, le procès de François Achille Bazaine, devant le conseil de guerre présidé par le duc d'Aumale, se tient au sein de la galerie. Le maréchal est accusé d'avoir manqué aux devoirs et d'avoir livré à l'armée allemande une place de guerre de premier ordre, Metz et près de 150 000 soldats.
À l'issue de la Première Guerre mondiale, après les traités de Versailles et de Saint-Germain signés en 1919 respectivement avec l'Allemagne et l'Autriche, et avant le traité de Sèvres signé en août 1920 avec la Turquie, le traité de Trianon est signé le 4 juin 1920 avec la Hongrie, pour laquelle le nom « Trianon » est devenu synonyme de tragédie nationale.
Dès 1959, le général de Gaulle pense à faire du Grand Trianon une résidence présidentielle. Seulement, les frais à engager pour cela sont très importants : l’estimation de 1961 fait état d'un montant nécessaire de 20 millions de francs français pour restaurer le bâtiment et le mobilier,. Le président souhaite toutefois le restaurer pour redonner son lustre à Trianon pour recevoir des hôtes de prestige. Une loi-programme de restauration est votée le 31 juillet 1962 et, à partir de 1963, le bâtiment est restauré par Marc Saltet et remeublé par Gérald Van der Kemp (sont notamment installés la climatisation, l’électricité et des cuisines modernes). Il sert de cadre au cinquantième anniversaire du président Valéry Giscard d'Estaing en 1976
ainsi qu'aux réceptions officielles de la République, dont le sommet du G7 de 1982, les invités présidentiels résidant dans l’aile du Trianon-sous-bois ; parmi les chefs d'État accueillis, on note également le couple présidentiel américain John et Jackie Kennedy, la reine Élisabeth II et le prince Philip, le dernier étant le président russe Boris Eltsine, en 1992. La chambre occupée par le général de Gaulle est restée en l'état, avec deux lits séparés, très longs (en raison de sa taille). 

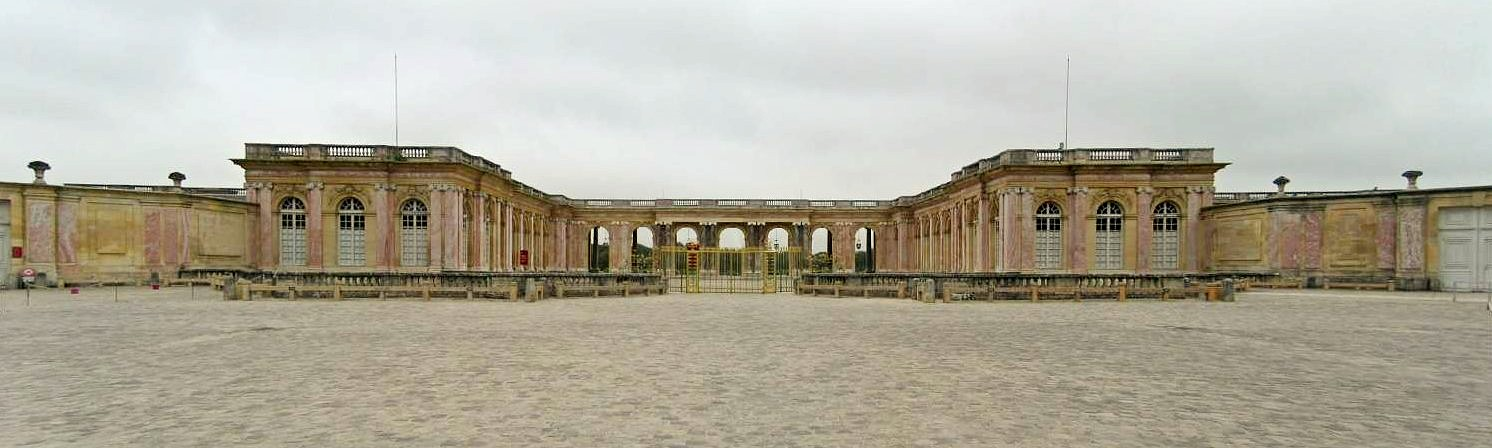
Le Grand Trianon en 2009.

## Plan et architecture

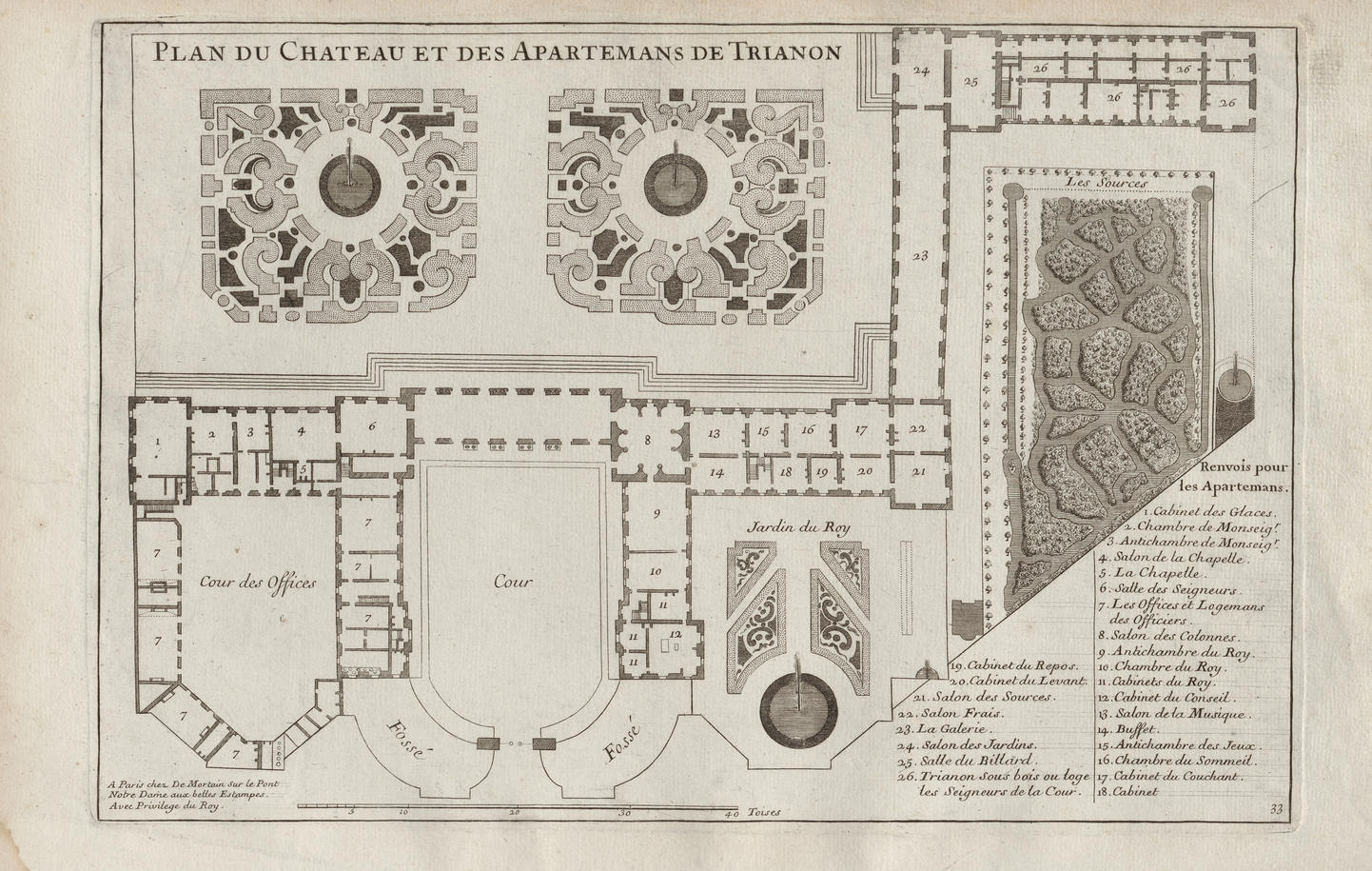
Plan détaillé annoté du Grand Trianon à la fin du règne de Louis XIV.

Dessiné par Jules Hardouin-Mansart suivant les ordres de Louis XIV, et construit sous la supervision de Robert de Cotte et du roi lui-même, le Grand Trianon est de style classique français mêlé d’italianisme, à dominante rose. Dès le XVIIIe siècle, le Grand Trianon est qualifié d'élégant et considéré comme un modèle de composition.
On entre dans la cour par une grille basse : à droite, se trouve le bâtiment nord ; à gauche, celui du midi. L’ensemble est couvert d’un toit plat masqué par une balustrade. Les murs sont en pierre de Saint-Leu. Les pilastres, les piliers et les quatorze colonnes porteuses principales du péristyle du côté jardin, ainsi que le décor de marbre des arcades de ce péristyle, sont en marbre incarnat de Caunes-Minervois. Contre les arcades du péristyle du côté de la cour, huit colonnes non porteuses de marbre de Campan, groupées deux par deux, viennent compléter cet ensemble très harmonieux,. Le péristyle est une loggia qui relie les bâtiments du Nord et du Midi ; cette ouverture est voulue dès l’origine par Louis XIV et prend, dès l’élaboration du projet, par volonté royale, sa dénomination de « péristyle », bien qu’en termes d’architecture cette appellation soit inappropriée. Entre 1687 et 1701, la loggia est fermée du côté de la cour par de hautes portes-fenêtres. La Cour des Offices se situe derrière l’aile du Midi. L'aile nord dissimule le Jardin du roi qui borde l’appartement de Madame de Maintenon et le troisième appartement que Louis XIV occupe à Trianon à partir de 1703. L’aile du nord est prolongée par une aile perpendiculaire, orientée est-ouest, abritant une galerie. Enfin, une aile perpendiculaire faisant suite à celle de la galerie est appelée Trianon-sous-Bois et a subi un traitement architectural résolument différent du reste du bâtiment. Cette aile abrite une suite d’appartements.

### Appartement de l’Impératrice
Situé dans l'aile sud, cet appartement est d'abord occupé par Louis XIV de 1691 à 1703, puis par son fils le Grand Dauphin, de 1703 à sa mort en 1711. Sous le règne de Louis XV, la reine Marie Leszczynska s'y installe en 1740. Sous l'Empire, Napoléon Ier fait aménager les lieux pour sa mère en 1805, puis pour sa seconde épouse, l'impératrice Marie-Louise qui y réside de 1810 à 1814. Sous la monarchie de Juillet, c'est la reine Marie-Amélie qui occupe les lieux.

#### Premier Salon
Aménagé à l'emplacement de pièces de service, le premier salon ouvre l'appartement de l'impératrice. Les meubles proviennent de l'ancien château de Saint-Cloud tandis que les tableaux qui y sont accrochés, peints par Noël Coypel, évoquent l'histoire d'Hercule. Il s'agit du Combat d'Hercule contre Acheloüs, des Nymphes présentant une corne d'abondance à Amalthée, l'Enlèvement de Déjanire par le centaure Nessus, Déjanire envoyant la chemise empoissonnée de Nessus à Hercule et L'Apothéose d'Hercule, commandées au peintre en 1688 par Louis XIV.

#### Boudoir
Tout comme la pièce précédente, le boudoir est aménagé à l'emplacement d'une pièce de service. Il est meublé d'un bureau en forme d'arc de triomphe, réalisé en 1796 par les frères Jacob pour l'hôtel particulier parisien de Joséphine de Beauharnais, future impératrice, qui l'apporte à Trianon en 1809. Les sièges, recouverts d'un gourgouran, proviennent du boudoir de l'impératrice Marie-Louise au Petit Trianon. Un métier à broder, livré pour cette pièce en 1810 par l'ébéniste Alexandre Maigret et le bronzier Louis-François Feuchère, est également présenté. Sur la cheminée, est posé un vase de porcelaine commandé en 1805 par Napoléon Ier à la Manufacture de Sèvres pour cette pièce. Deux tableaux de Michel Corneille sont accrochés aux murs: Le Midi, peint en 1688, et Le Jugement de Midas, peint en 1706, tous deux commandés par Louis XIV pour Trianon.

#### Salon des Glaces
Situé à l'angle de l'aile gauche, cette pièce offre une vue sur la branche transversale du Grand canal du parc du château. Louis XIV s'en sert comme salle du Conseil. La décoration du salon est composée de miroirs enchâssés dans des boiseries sculptées de guirlandes de fleurs réalisées en 1687-1688 pour Louis XIV et modifiées en 1706. En 1806, il sert de Grand cabinet à Madame Mère puis à l'impératrice Marie-Louise qui l'utilise comme son salon d'étude. C'est pour elle que sont livrés le piano-forte (réalisé en 1810 par les frères Erard), le chevalet et les différentes petites tables (une table à dessiner, une table à jeux et une table boîte-aux-lettres réalisées par Jacob-Desmalter en 1810) encore présentes dans cette pièce aujourd'hui. Arrivé au pouvoir en 1830, le roi Louis-Philippe s'en sert de Cabinet du Conseil.
L'ensemble des sièges, composés de chaises, de fauteuils et de bergères est livré en 1805 par Jacob-Desmalter. Ils sont recouverts d'un lampas bleu, gris et blanc, retissage moderne (réalisé en 2006 par la Maison lyonnaise Tassinari et Chatel) de la soierie d'origine, les Quatre parties du monde. Sur les consoles (réalisées en 1805 par Jacob-Desmalter), sont posés deux petits temples, réalisés à la manufacture du Buen-Retiro par le bronzier Giovanni-Battista Ferroni, qui font partie d'un surtout de table offert à Napoléon par le roi Charles IV d'Espagne en 1808. Sur un guéridon au centre de la pièce est posée une horloge en bronze doré, réalisée en 1823 par l'horloger Jean-Paul Chapuy-Lépine, et représentant une corbeille de fleurs soutenue par une coupe reposant sur quatre cariatides ailées tenant dans leurs mains fruits et guirlandes de fleurs. Acquise en 1827 par le Garde Meuble et envoyée à Trianon en 1851. Le temps y est marqué par un cadran tournant inclus dans le bord de la corbeille pour les minutes et la couronne de fleurs juste au-dessus pour les heures. Le lustre fleurdelisé (réalisé par le bronzier Jean-François Chaumont et le lustrier Charles-Clément Baucacour à la Manufacture de Cristaux de Montcenis) date de 1817 tandis que les torchères en bronze doré sont des copies modernes, réalisées en 1965 par la Maison Baguès à l'occasion de la restauration du Grand Trianon ordonnée par le général de Gaulle, fabriqué sur le modèle de celles réalisées par Thomire pour le grand cabinet de l'Empereur aux Tuileries.

#### Chambre de l'Impératrice
Divisée sous l'Empire pour former une chambre et un salon destinés à l'impératrice, cette pièce est restituée dans ses dimensions d'origine. Son décor, composé de colonnes et de boiseries sculptées aux emblèmes d'Apollon date de 1700. La balustrade du lit, les coffres à linge et les sièges sont exécutés par Marcion pour l'impératrice Marie-Louise. Les autres meubles en bois clair, en particulier la commode de Werner, sont amenés par la reine Marie-Amélie, de même que le lit. Exécuté par Jacob-Desmalter sur un dessin de Percier et Fontaine pour la chambre de Napoléon Ier au palais des Tuileries, il présente à l'origine un écusson aux armes de l'Empire soutenu par deux aigles. Durant la Restauration, Louis XVIII le conserve aux Tuileries mais fait supprimer les symboles impériaux. Ainsi, en 1819, Jacob-Desmalter y sculpte les armes royales entourées de deux cornes d'abondance tandis que la soierie rouge de l'Empire est remplacée par un velours de soie bleu. C'est dans ce lit que Louis XVIII s'éteint en 1824. Retourné au Garde Meuble après la mort du monarque, il est envoyé dans la chambre de la reine Marie-Amélie au Grand Trianon en 1837. À la demande du roi Louis-Philippe, son dossier est à nouveau transformé.
Le vase en porcelaine de Sèvres, placé sur la commode, montre Napoléon dans les jardins du château de Sans-Souci à Potsdam. La pendule, La Liseuse, est celle de Marie-Louise.
Un tableau de Charles Le Brun, peint pour le duc de Richelieu et acquis par Louis XIV vers 1662, représente Saint Jean l'évangéliste. Les dessus-de-portes sont des natures mortes peintes par Jean-Baptiste Monnoyer (Vase et fleurs) et Jean-Baptiste Blin de Fontenay (Aiguière d'or, fleurs et fruits et Aiguière d'or entourée de fruits en guirlande) qui remplacent les tableaux du Lorrain qui s'y trouvent sous Louis XIV.

#### Salon de la Chapelle
D'abord chapelle (bénite le 29 août 1688), ce salon devient en 1691 l'antichambre de l'appartement de Louis XIV. Il conserve toutefois sa destination primitive puisque la porte du fond s'ouvre sur un autel surmonté d'un tableau, L'Assomption de la Vierge, peint en 1688 par François Verdier. Une fois la messe dite, la porte est refermée et la pièce reprend sa fonction de salon. Aux murs, la corniche représentant des grappes de raisin et des épis de blé, renvoyant au vin et au pain de l'eucharistie rappelle la fonction première de la pièce, de même que les deux tableaux de Charles de la Fosse représentant les évangélistes saint Luc et saint Marc. Deux autres tableaux sont également accrochés dans la pièce : un portrait de Louis XV par Jean-Baptiste van Loo et un portrait de la reine Marie Leszczynska peint en 1746 par François Stiémart, longtemps attribué à Van Loo. Sous l'Empire, la pièce devient le premier salon de l'impératrice et c'est alors qu'est installée la table à thé, réalisée en 1809 par l'ébéniste Marcion dont le plateau tournant est orné d'une marqueterie représentant les signes du zodiaque.

#### Salon des Seigneurs
Dernière salle avant le péristyle, ce salon des Seigneurs devient ensuite la première antichambre du roi puis de l'impératrice. Cette pièce brille par sa cheminée au-dessus de laquelle se trouve un tableau représentant Le Grand Dauphin et sa famille. Copie d'une œuvre de Pierre Mignard, peinte en 1693 par Jérémie Delutel à la demande du duc d'Orléans, elle représente le fils de Louis XIV, entouré de sa femme, Marie-Anne de Bavière, et de leurs trois enfants: Louis, duc de Bourgogne, Philippe, duc d'Anjou et Charles, duc de Berry. De part et d'autre de la cheminée, sont accrochés deux petits tableaux de René-Antoine Houasse: Minerve et Arachné, peint en 1706, à droite, et Minerve et Tirésias, peint en 1698, à gauche. Sur les murs latéraux, sont exposés deux autres grands tableaux de François Verdier : Vénus prenant congé d'Adonis, sur le mur droit, et La Naissance d'Adonis au mur gauche, peints respectivement en 1696 et 1698 pour l'aile de Trianon-sous-Bois. Les dessus-de-porte sont des natures mortes de Jean-Baptiste Monnoyer: Vase de fleurs et cassolettes, Vase et fleurs et Corbeille de fleurs.
La grande table installée au centre de la pièce a été réalisée en 1823 par Félix Rémond et installée au palais des Tuileries avant d'être envoyée au Grand Trianon en 1851. Elle est composée d'un plateau en bois de teck, de 2m77 de diamètre, supporté par un socle en orme. Sur cette table sont posés plusieurs petits groupes en terre cuite, sculptés par Bartolomeo Pinelli en 1828 et 1834: Danseuses de tarentelle, Joueurs de mora, Joueurs de cartes et Jeu de boules. Les deux consoles, réalisées vers 1802 par Adam Weisweller, proviennent du château de Saint-Cloud tandis que les sièges, réalisés en 1809 par l'ébéniste Marcion, sont ceux installés par Napoléon Ier dans le salon du billard.

### Péristyle

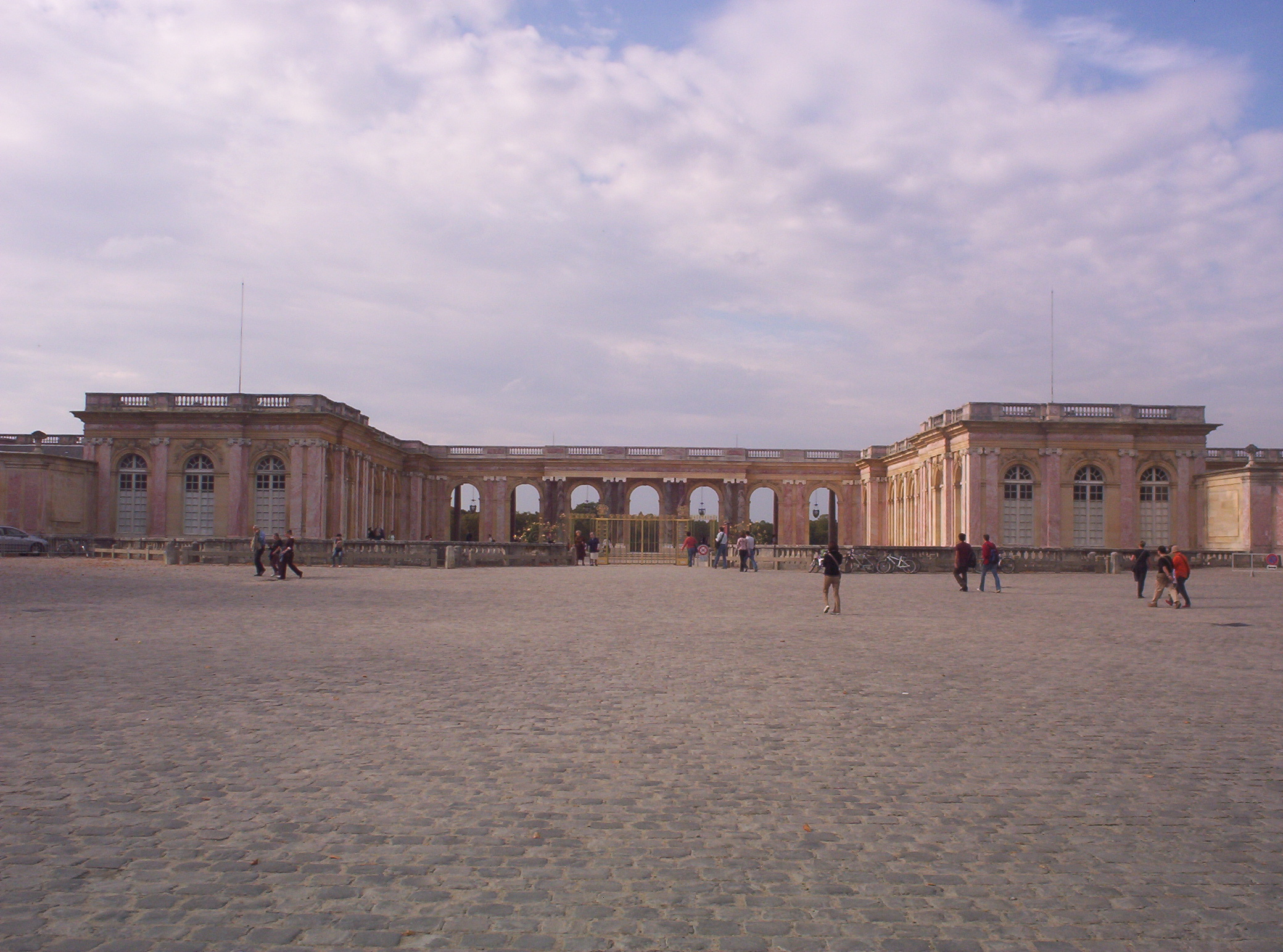
Le Grand Trianon avec le péristyle dans sa partie centrale.

Le péristyle est la galerie à colonnades reliant l'aile droite et l'aile gauche, mais aussi la cour aux jardins. Elle est formée d'arcades ouvertes sur la cour et d'une colonnade sur le jardin.
Originellement, le projet de Jules Hardouin-Mansart prévoit de menuiser les arcades sur la cour, ne laissant alors pas deviner le jardin depuis la cour, mais Louis XIV décide en cours de chantier de les laisser libres, mettant en relation visuelle la cour et les jardins. Le péristyle est vitré par Napoléon Ier en 1810, ajouts supprimés un siècle plus tard, en 1910. Les arcades portent encore les traces de cet ajout impérial.
Le maréchal François Achille Bazaine y est jugé par un tribunal militaire à la fin 1873.

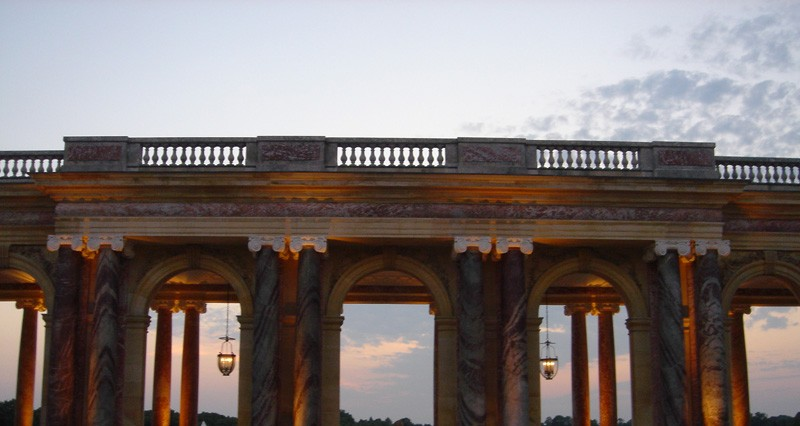
Péristyle du Grand Trianon.
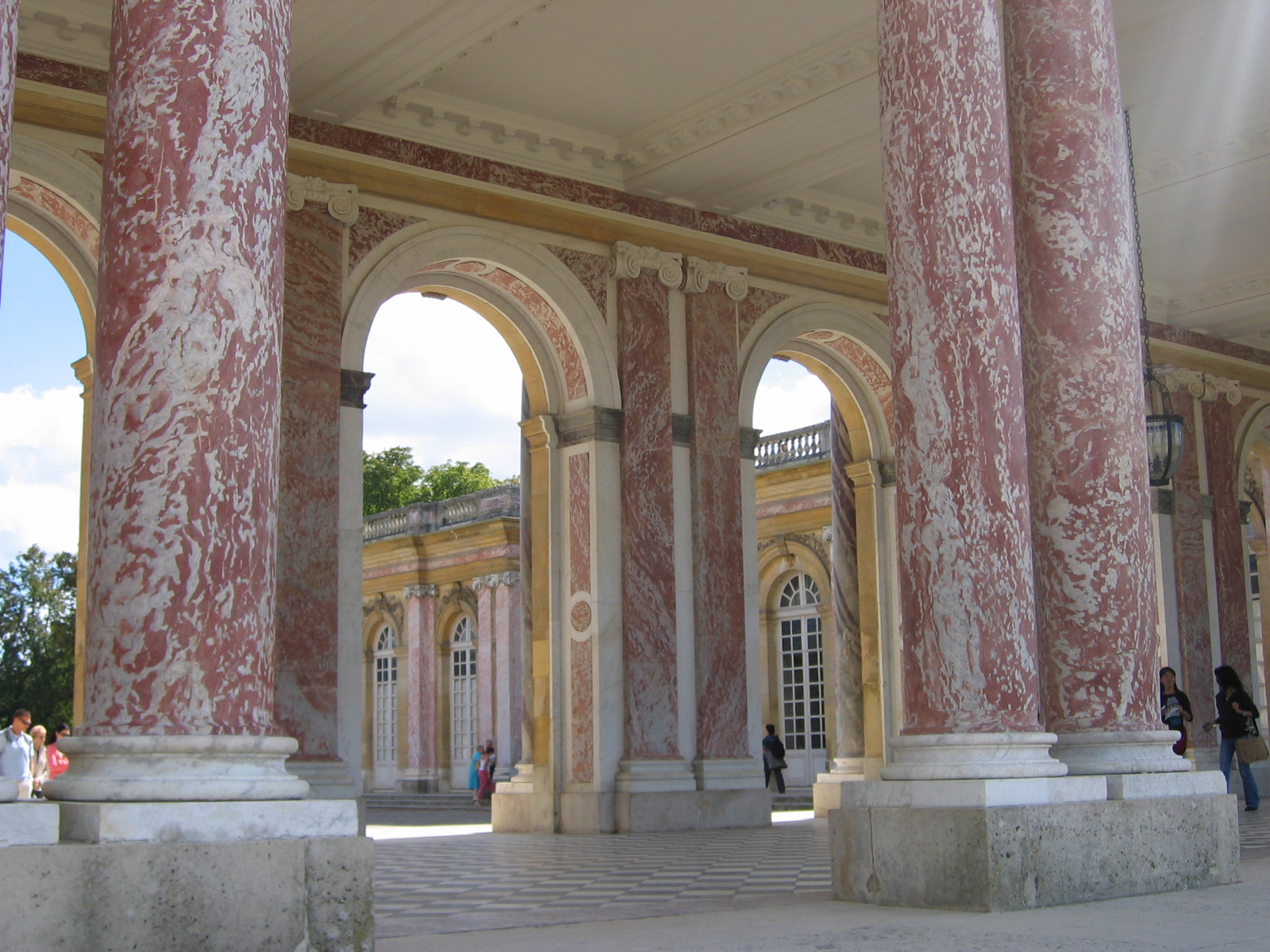
Colonnes du péristyle.
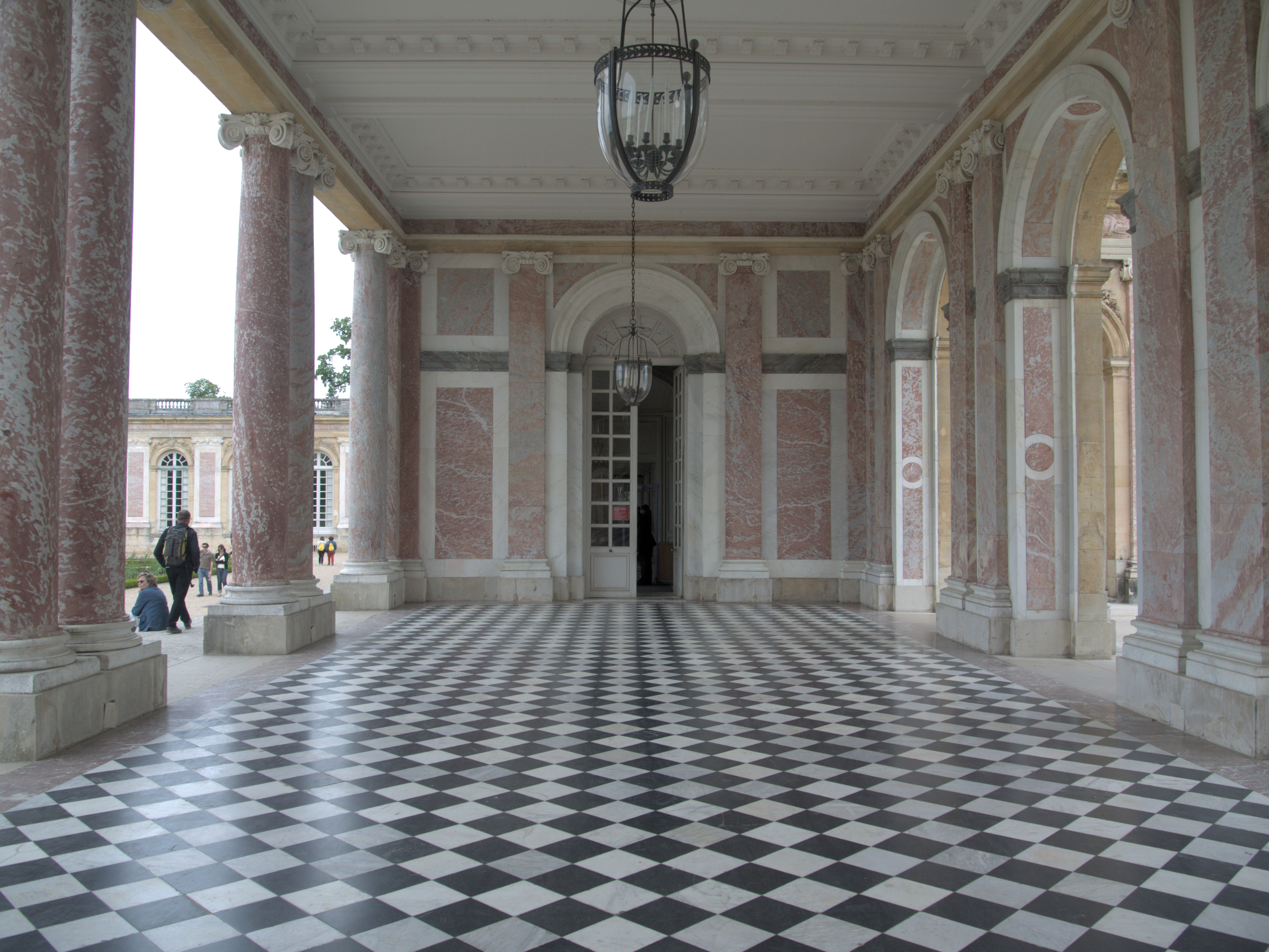
Côté nord-est.
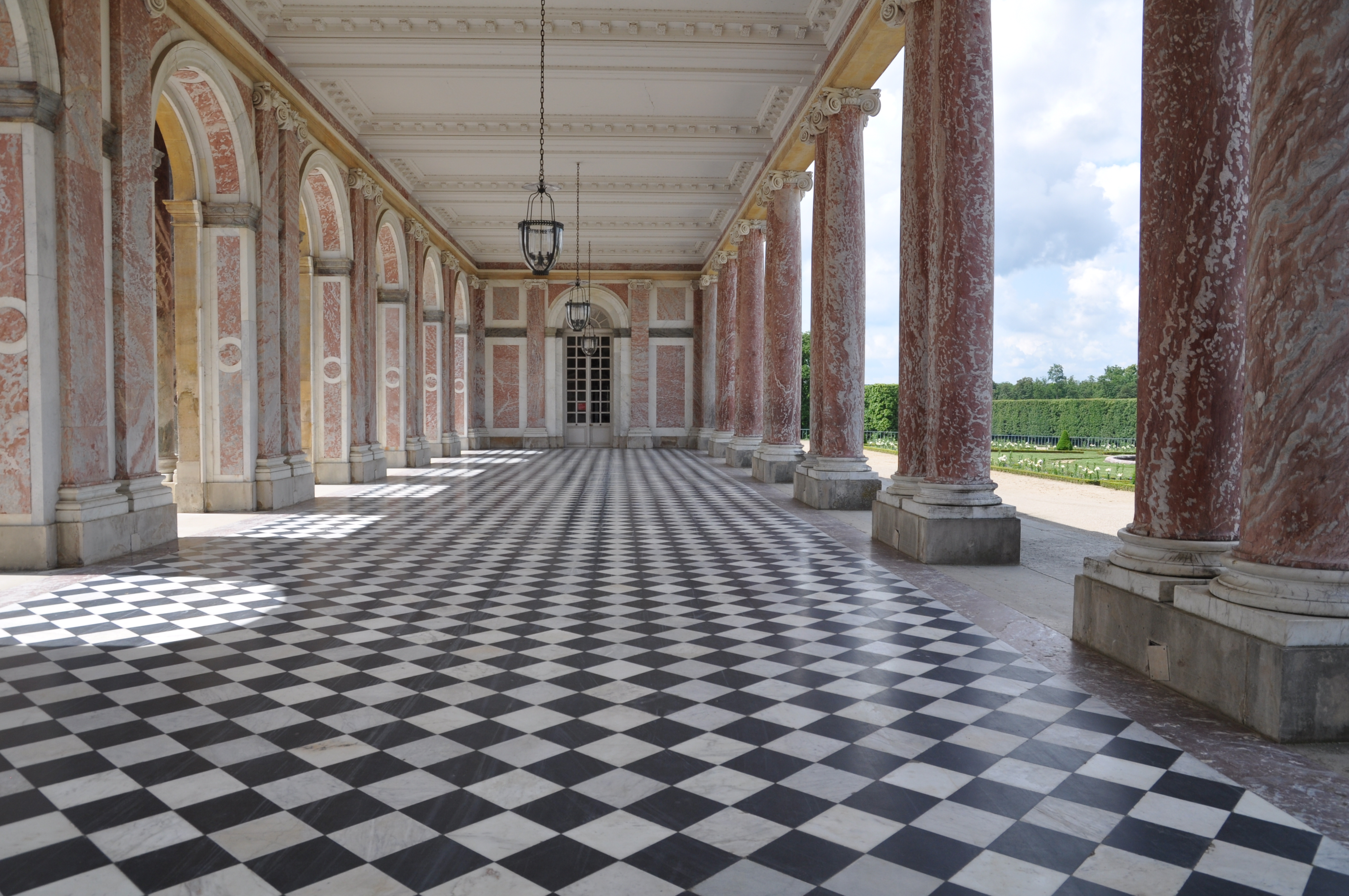
Côté sud-ouest.
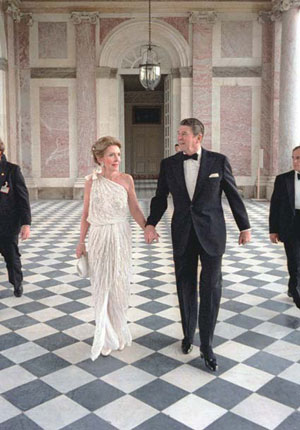
Ronald Reagan et sa femme Nancy, dans le péristyle, en 1982.

### Grand appartement

#### Salon rond
Également nommé « Salon des colonnes » à cause des huit colonnes qu'il abrite, il est situé dans l'aile droite et donne accès direct au péristyle. Il est réaménagé par Ange-Jacques Gabriel en 1750, puis sert de chapelle sous Louis XVI. Sous l'Empire, il devient une salle de garde, avant d'être utilisé en tant que salon des huissiers sous Louis-Philippe.

#### Salon de musique
Ce salon sert d'antichambre pour le premier appartement de Louis XIV. Le roi y prend son dîner, en musique. Installés dans un entresol au-dessus des portes, les musiciens peuvent être, suivant le bon vouloir du roi, visibles ou non grâce à des jeux de volets.
Pendant le règne de Napoléon Ier, il est utilisé comme salon pour les officiers et sous Louis-Philippe comme salle de billard. On y trouve des remarquables boiseries ainsi que des chaises parsemées de tapisserie de Beauvais.

#### Salon de famille de Louis-Philippe

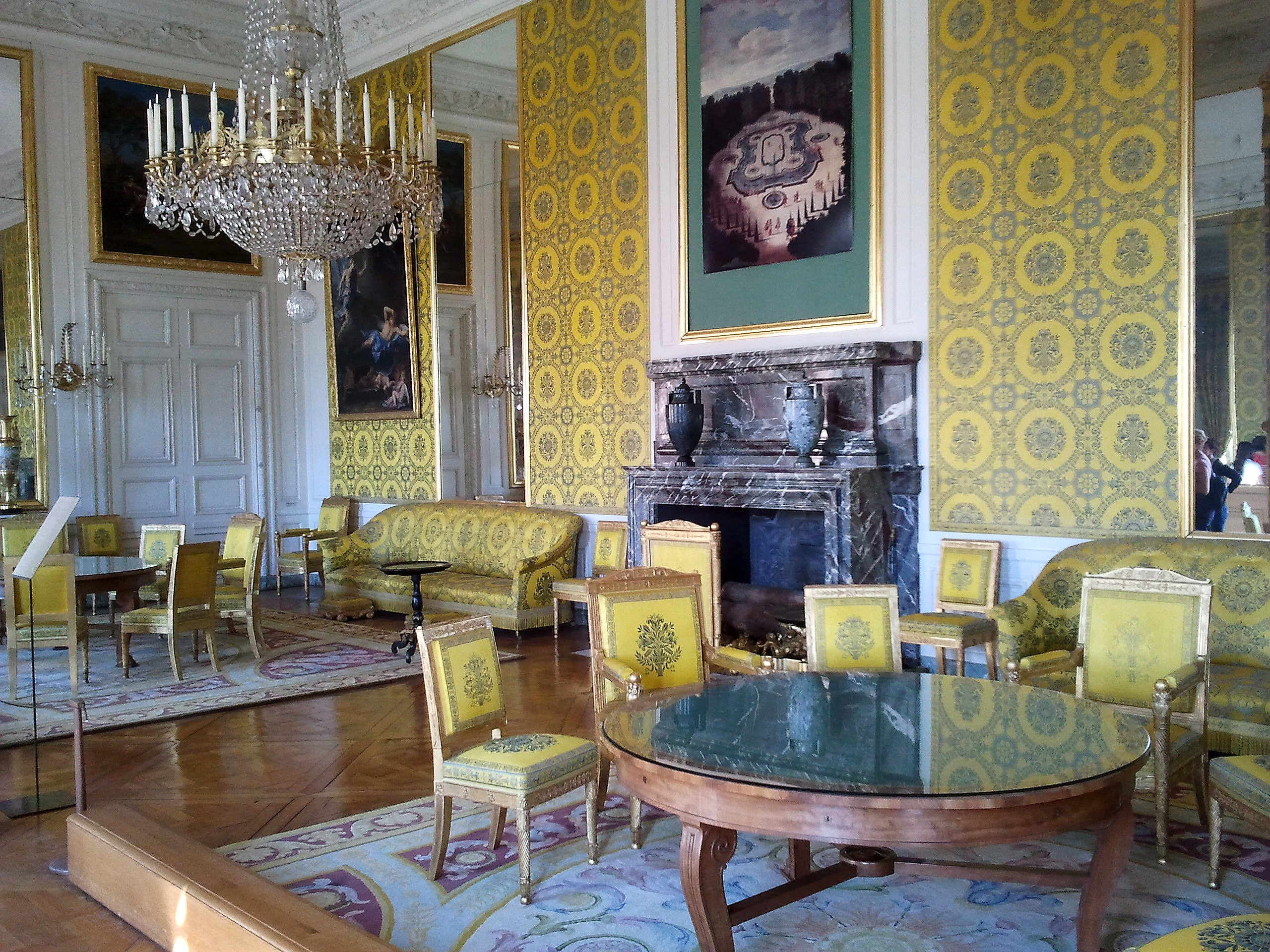
Salon de famille de Louis-Philippe.

Constitué en 1838 par Louis-Philippe, il provient de la fusion de deux pièces : le salon des Grands Officiers et le salon des Princes de l'Empereur (1re antichambre de Louis XIV).
Les peintures sont de Bon de Boulogne et de François Verdier. Le mobilier est l'œuvre de Pierre-Gaston Brion, tandis que les tables sont de Jacob-Desmalter.

#### Salon des Malachites
À l'origine, cette pièce sert de chambre à la duchesse de Bourgogne. Devenue Salon de l'Empereur sous Napoléon Ier, cette pièce contient en particulier, les objets d'art (candélabres, vases, vasque) fabriqués avec les blocs de malachite de Sibérie, offerts par le tsar Alexandre Ier de Russie à Napoléon Ier en 1808, après la signature du traité de Tilsitt de juillet 1807. On remarque aux murs trois chefs-d'œuvre de Charles de La Fosse : Apollon et Thétis, Diane et ses nymphes et Clytie changée en tournesol

Salon des malachites
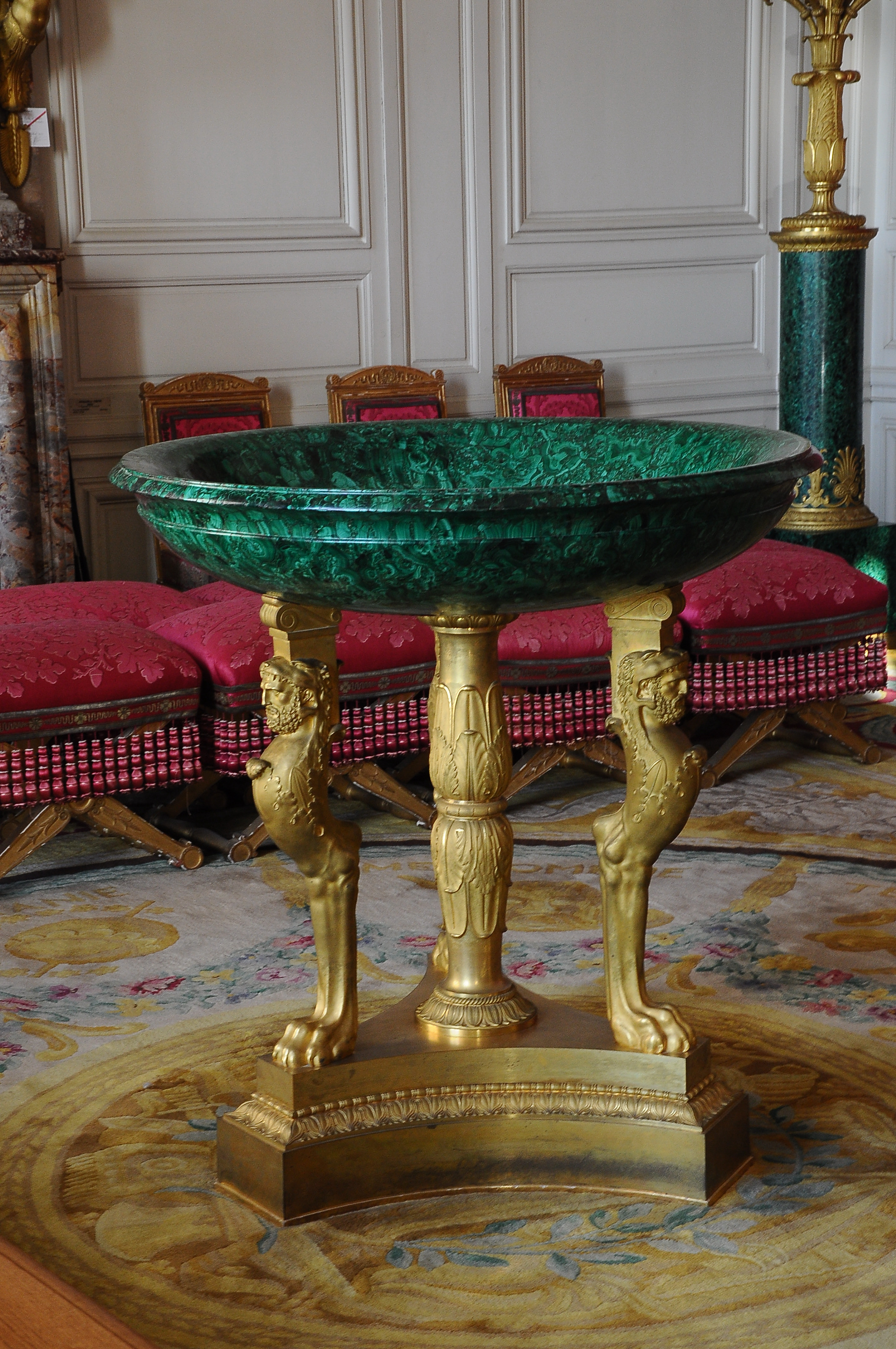
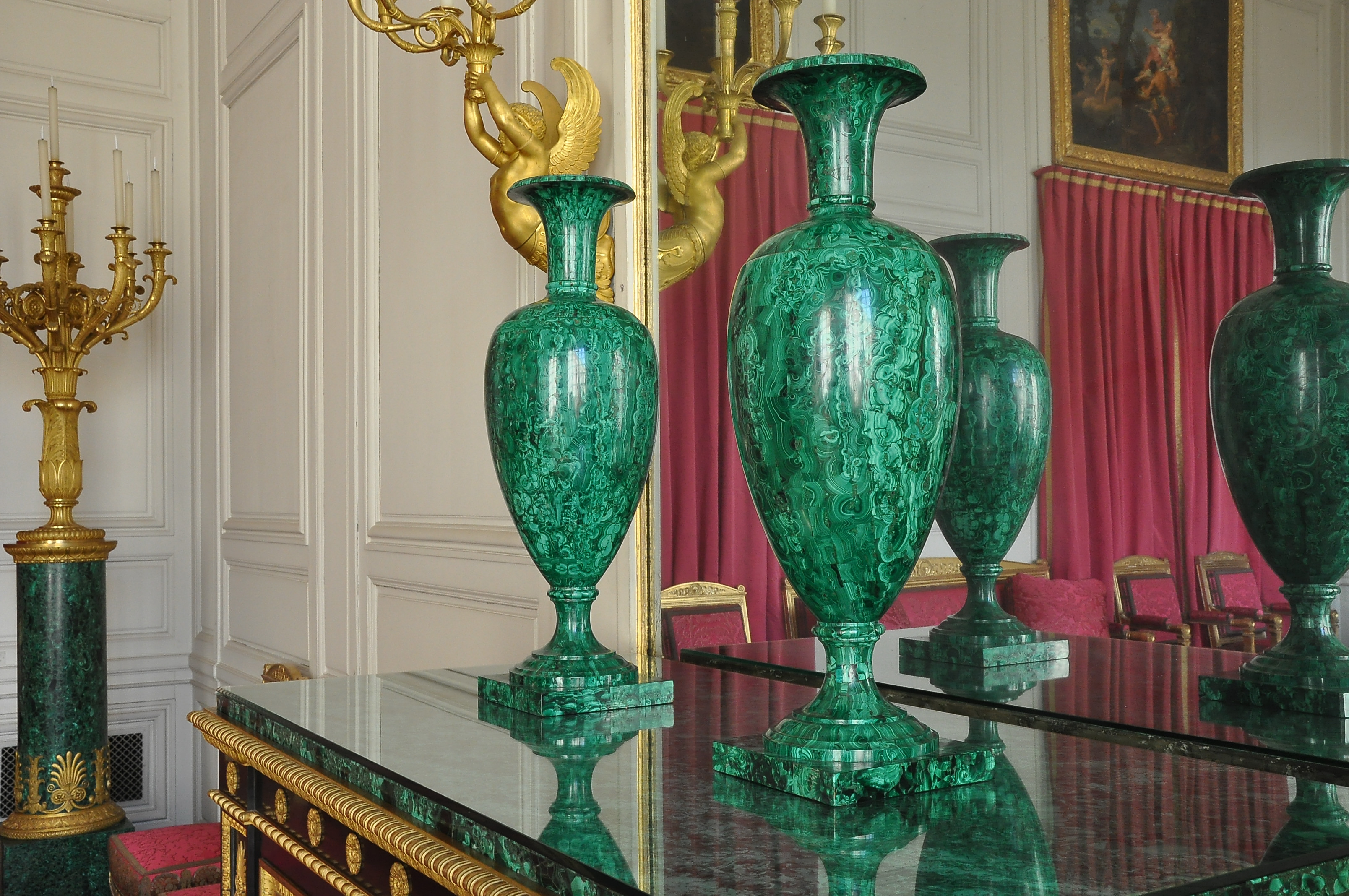
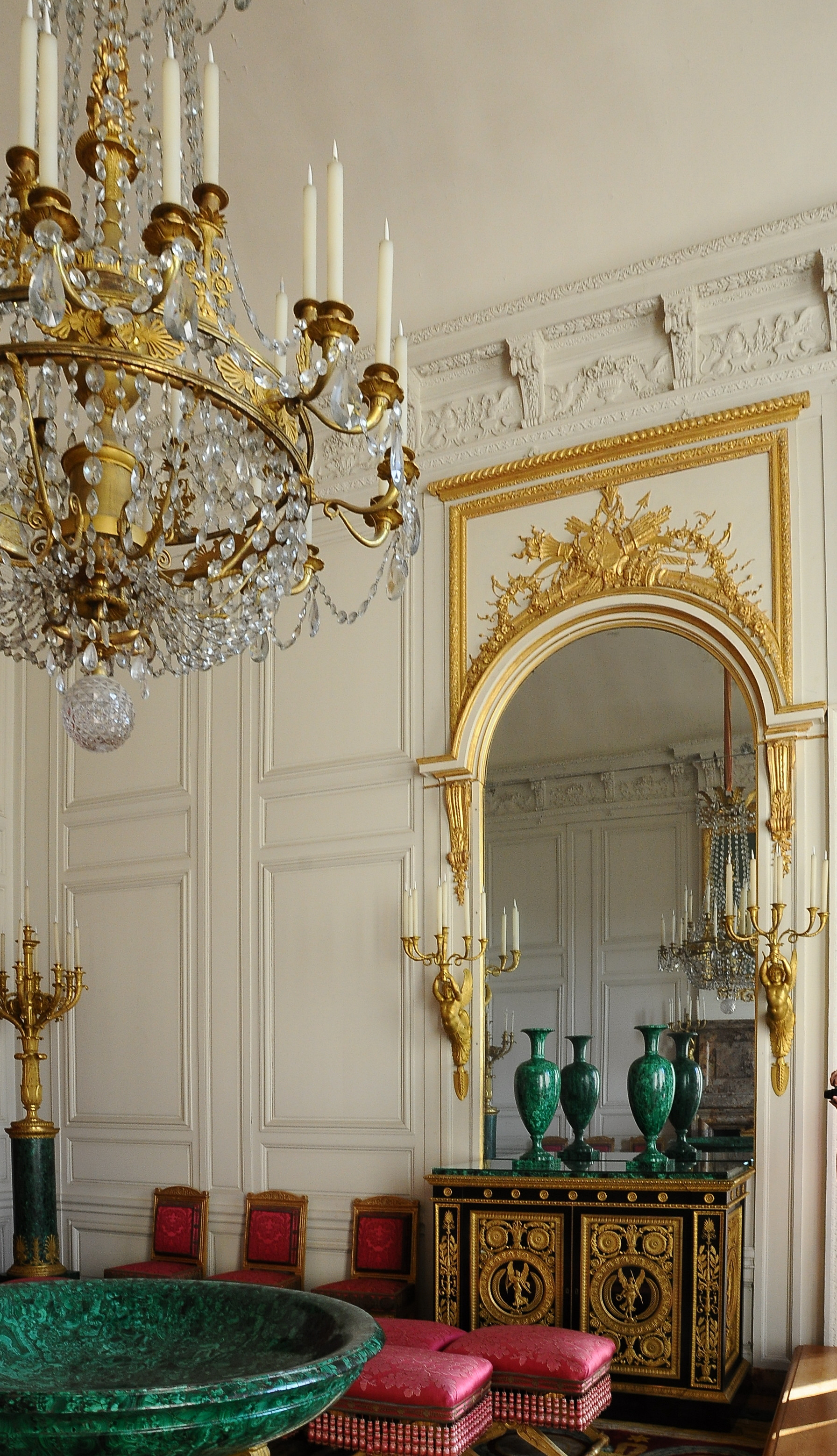

#### Salon frais
Ce salon est nommé ainsi car il est exposé au nord. Napoléon s'en sert pour réunir son conseil et Charles X y tient son dernier conseil. On remarque aux murs quatre vues de Versailles par  Jean-Baptiste Martin et au-dessus de la cheminée Zéphire et Flore de Jean Jouvenet.

#### Galerie des Cotelle

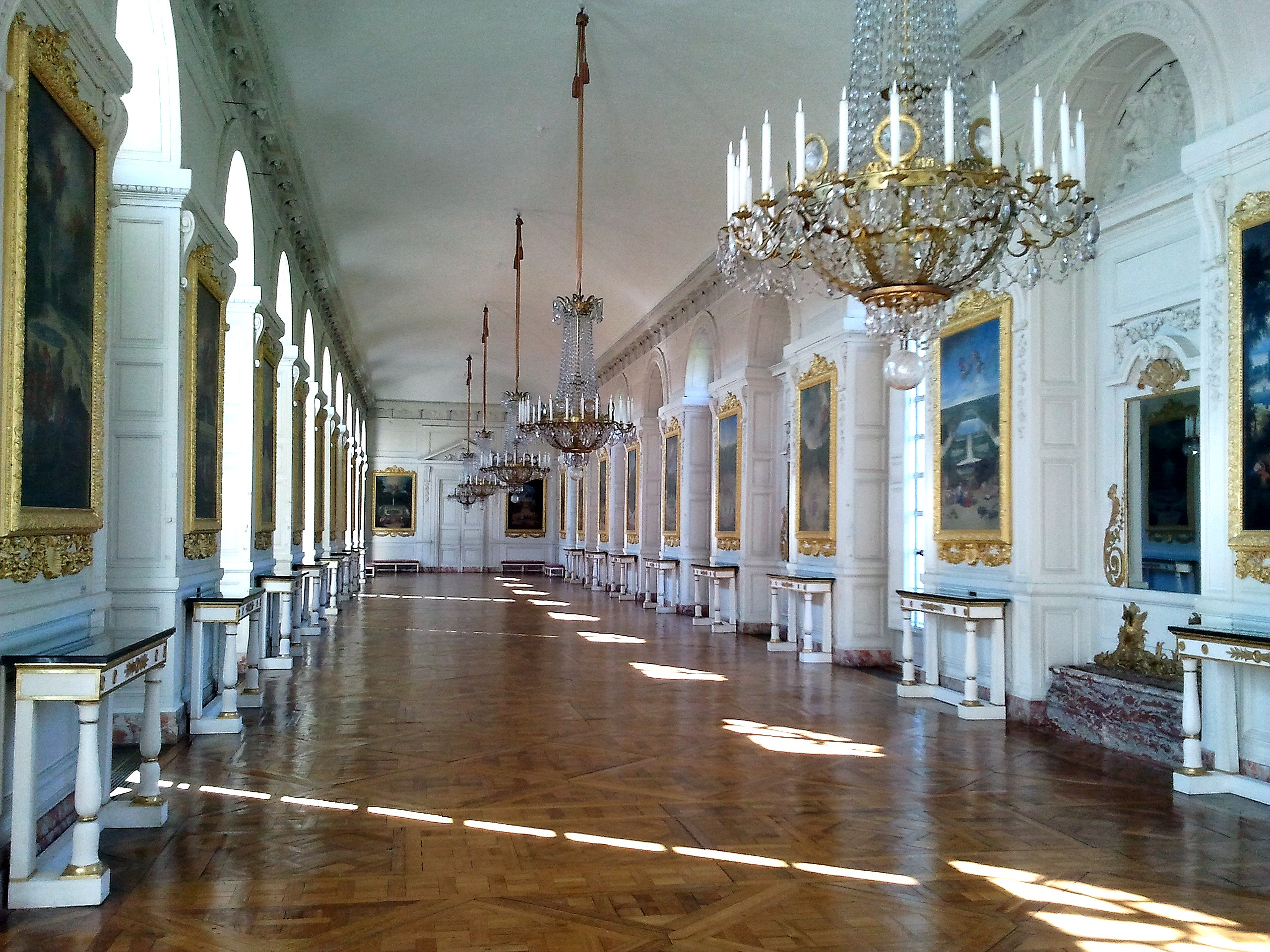
Galerie des Cotelle.

La galerie des Cotelle, située dans l'aile nord, comporte onze portes-fenêtres et cinq fenêtres et est reliée au salon des jardins. Elle tient son nom du peintre Jean Cotelle le Jeune, portraitiste et miniaturiste de Louis XIV qui réalise vingt et une des vingt-quatre toiles qui y sont accrochées. Ces tableaux témoignent de l'état des bosquets du jardin, tels qu'ils sont en 1687, certains ayant aujourd'hui disparu. Napoléon Ier, peu adepte de ces nymphes et putti, souhaite les faire disparaître et les remplacer par des tableaux à sa gloire, mais n'en a pas le temps. Louis-Philippe Ier les transfère à Versailles. Ce n'est qu'en 1913 que les œuvres retrouvent leur galerie d'origine. Le traité de paix avec le Royaume de Hongrie y est signé le 4 juin 1920.

#### Salon des jardins

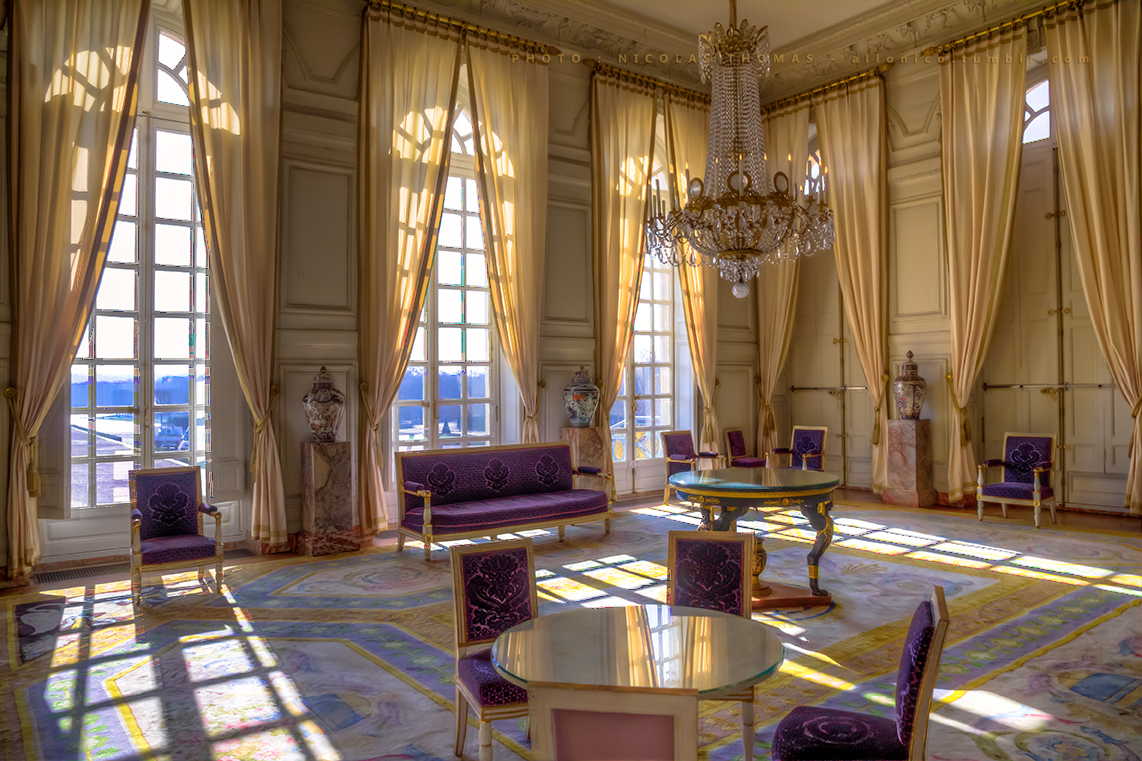
Le Salon des Jardins au Grand Trianon
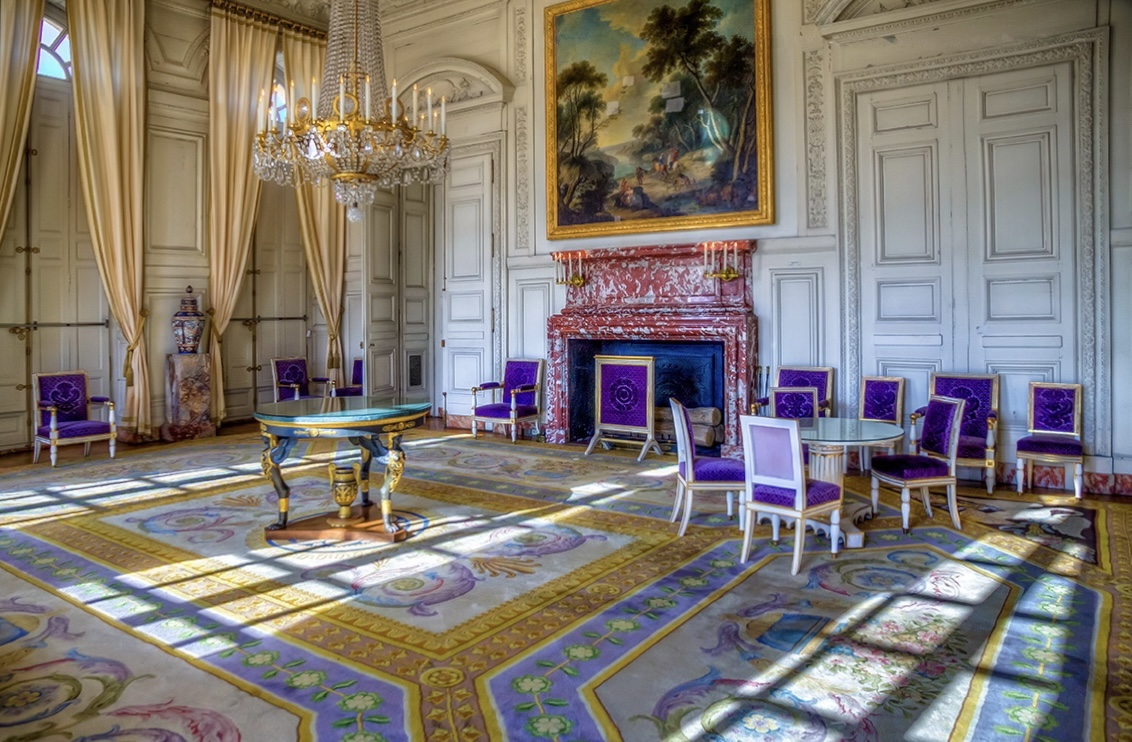
Le Salon des Jardins au Grand Trianon

### Petit appartement de l’Empereur
Napoléon Ier fait aménager par Charles Percier et Pierre-François-Léonard Fontaine une suite de cinq pièces situées dans l’aile nord, côté cour. L'occupation des lieux est supervisée par l'impératrice Joséphine de Beauharnais jusqu'à son divorce en 1809. Ce dernier s'installe alors à Trianon pour une période transitoire, où, le 12 juillet 1811, il ordonne le remeublement du château de Versailles afin d'y installer sa cour.
Des cinq pièces (antichambre, chambre, cabinet particulier, salon de Déjeun et salle de bains), seul le cabinet particulier est réaménagé suivant le goût de l’époque, les autres pièces restant un mélange du style Empire et des décors floraux chers à Louis XV. Sous la monarchie de Juillet, cet appartement est occupé par les filles cadettes de Louis-Philippe, Marie et Clémentine d'Orléans.

#### Chambre de l’Empereur
Ancienne chambre de Louis XV, cette pièce fut créée en 1750 à l'emplacement d'un escalier et d'une partie de la salle suivante. Ses boiseries actuelles datent de ce décor d'origine de 1750.
Devenue la chambre à coucher de Napoléon Ier en 1807, elle fut alors tendue d'étoffes de moire « bois citron » à bordure de brocart lilas et argent, tissées deux années auparavant pour l'impératrice Joséphine.
Elle servit ensuite de chambre à de la princesse Hélène de Mecklembourg-Schwerin, épouse du fils aîné de Louis-Philippe. Ce dernier vient souvent à Trianon durant les travaux de transformation de Versailles en musée.
L'état actuel est celui de Napoléon avec des soieries chamois, violet et argent.

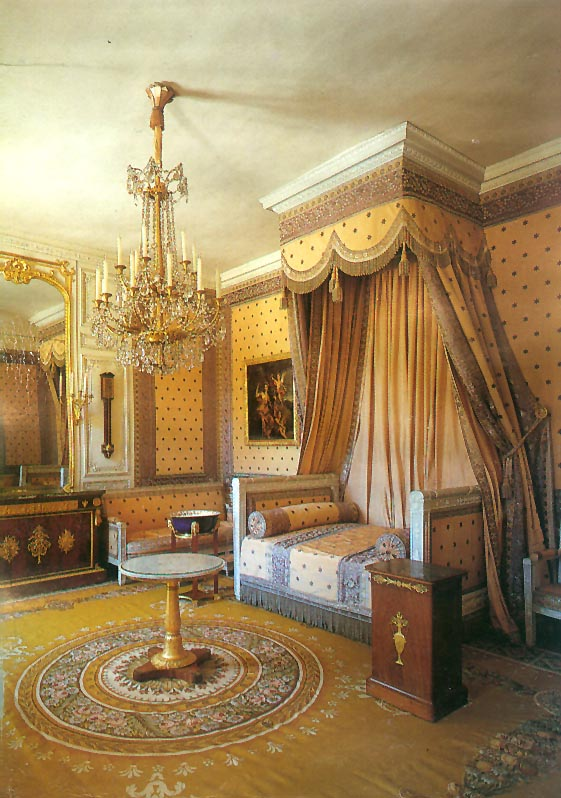
Chambre de l’Empereur.

#### Antichambre de l’Empereur
Sous l'appellation de "cabinet du Levant", cette pièce servit de grand cabinet à Madame de Maintenon. Elle fut ensuite la chambre de Madame de Pompadour puis, à quelques reprises, de la reine Marie-Antoinette. C'est ici que mourut sa fille, la princesse Sophie, tout juste âgée de onze mois, le 19 juin 1787. Lors des travaux de 1812 ordonnés par Napoléon, la pièce fut réduite en profondeur afin d'aménager l'escalier menant à l'entresol. Elle servit alors de cabinet pour le secrétaire de l'empereur.

Les murs de la pièce sont tendus de damas "terre d’Égypte" à bordure ponceau et vert. Plusieurs tableaux y sont accrochés : Junon et Flore par Bon Boulogne, Zéphyr et Flore par Noël Coypel et Michel Corneille ainsi que Apollon reçoit son carquois et ses flèches de Mercure par Noël Coypel.

#### Cabinet particulier de l’Empereur
Ancienne chambre de Mme de Maintenon, cette pièce fut ensuite divisée en plusieurs cabinets au XVIIIe siècle. Rétablie dans ses dimensions d'origine en 1813, elle prend alors son aspect actuel. Les sièges furent livrés pour le Premier Consul au château de Saint-Cloud tandis que le guéridon provient du palais de l'Élysée. Les murs sont recouverts d'une tenture de damas vert enrichi d'une bordure de brocart d'or. Les tableaux accrochés représentent Apollon et la Sybille et Apollon Hyacinthe par Louis de Boulogne, Apollon chez Thétys par Jean Jouvenet ainsi que Apollon couronné par la Victoire et Le Repos d'Apollon de Noël Coypel.

#### Salon du Déjeun
Après avoir formé avec une partie du cabinet particulier de l'empereur la salle des Buffets, la pièce atteint sa forme actuelle sous Louis XV. Le décor actuel est réalisé pour Napoléon Ier, sous le règne duquel la pièce devient le salon du Déjeun.

#### Salle de bains de l’Empereur
La salle de bains de Napoléon a été installée dans ce qui fut le petit appartement aménagé pour Louis XV en 1750. Du basin blanc en recouvre les murs ainsi que les sièges gondoles. La baignoire est dissimulée sous une banquette en drap vert.

### Trianon-sous-Bois

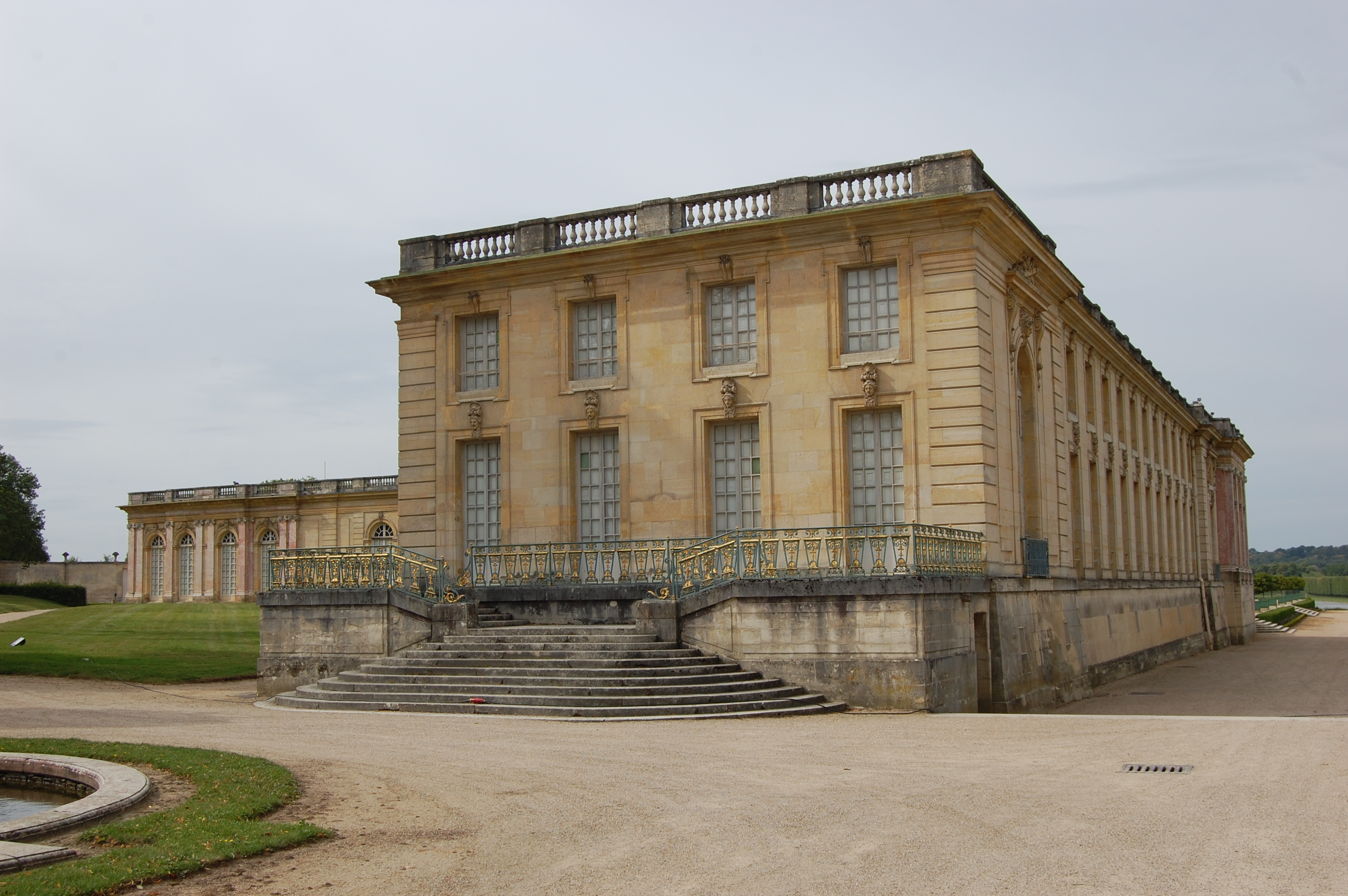
Trianon-sous-Bois

Trianon-sous-Bois est l'aile nord du Grand Trianon. Construit à l'origine pour pallier un manque de place, cette aile est construite peu avant 1708 et est occupée par Madame Palatine, belle-sœur du roi Louis XIV, et sa famille. Elle est constituée, non pas d'une enfilade de pièces comme cela se faisait à l'époque, mais d'un couloir, côté jardin, desservant l'ensemble des pièces.
Le salon du billard est transformé en chapelle sous Louis-Philippe Ier. Le mariage de Marie d'Orléans, fille de Louis-Philippe, avec Alexandre de Wurtemberg s'y tient le 17 octobre 1837. Des colonnes dans la chapelle proviennent du bosquet des Dômes et un vitrail représentant L’Assomption de la Vierge d’après Pierre-Paul Prud'hon est une commande de la Manufacture nationale de Sèvres.
En 1963, le général de Gaulle fait remettre en état les lieux pour en faire une résidence du président de la République, et de ses invités. Il y place son bureau, surnommé « bureau du général ». Les cuisines modernes sont du même modèle que celles du France[réf. nécessaire], bien qu'elles servent surtout à faire réchauffer des plats commandés chez un traiteur.
L'accueil de personnalités invitées par la présidence ou le ministère des Affaires étrangères a ainsi eu lieu jusqu'en 1992, et en 2009, ces espaces sont rétrocédés à l'établissement public du château, du musée et du domaine national de Versailles.

#### Salle des huissiers
La pièce est créée lors des travaux de 1963-1965. Elle sert de pièces d'introduction aux appartements présidentiels de Trianon-sous-Bois. Deux de ses côtés donnent sur les jardins du château. Le sol est dallé de marbre blanc à cabochons noirs, faisant le lien avec le perron du jardin sur lequel cette salle s'ouvre. Le mobilier est composé d'un bureau plat sur lequel est posé un téléphone et une lampe de bureau, de sept fauteuils, d'une console supportant une pendule et d'un paravent.

#### Salon du deuxième aide de camp
Ce salon sert de bureau au deuxième aide de camp assistant le président de Gaulle. Le décor en boiserie du salon date de la fin du règne de Louis XIV.

#### Salon du premier aide de camp
Comme pour la pièce précédente, le décor date de l'époque de Louis XIV. Les fauteuils sont ornés de velours gris clair tandis que les rideaux aux fenêtres sont en velours grenat réalisés en 1966 par Serge Royaux.

#### Bureau du président
Pièce la plus importante de Trianon-sous-Bois, c'est aussi la plus vaste de l'aile. Avec ses murs tendus de velours vert, elle est ornée de tapisseries de la manufacture des Gobelins d'après le peintre Coypel. Les fauteuils, en bois doré, proviennent du château de Saint-Cloud.

#### Chapelle de Louis-Philippe
La chapelle fut construite sous Louis-Philippe à l'emplacement de l'ancien salon de billard de Louis XIV. Au dessus de l'autel, un vitrail réalisé par la Manufacture de Sèvres représente l'Assomption de la Vierge d'après le peintre Pierre-Paul Prud'hon. Les colonnes qui l'entourent proviennent des pavillons du bosquet des Dômes, détruits sous l'Empire. C'est dans cette chapelle que Louis-Philippe maria sa deuxième fille, la princesse Marie, au duc Alexandre de Wurtemberg le 17 octobre 1837.

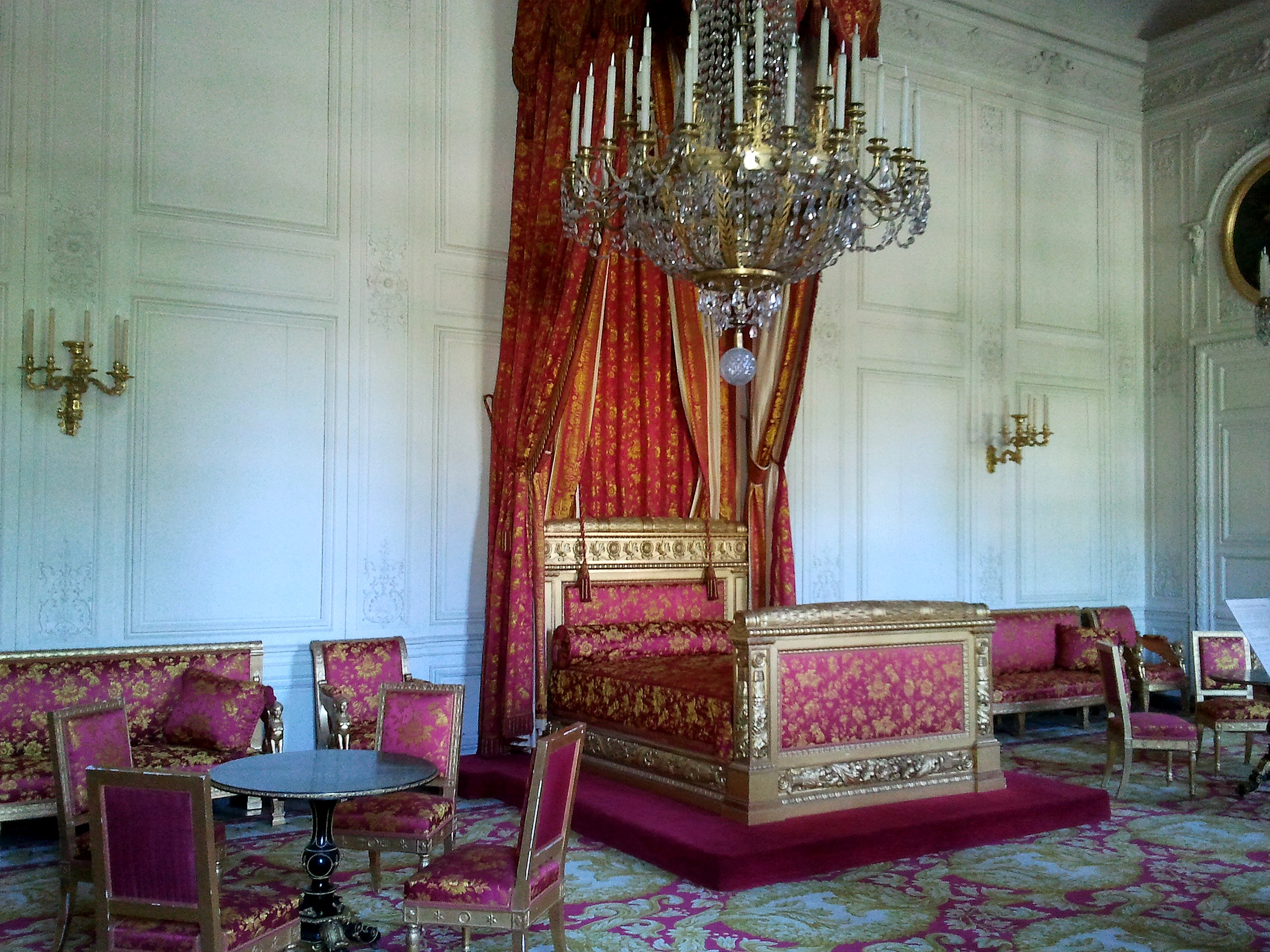
Chambre de la Reine des Belges.

## Aménagement intérieur

### Les peintures

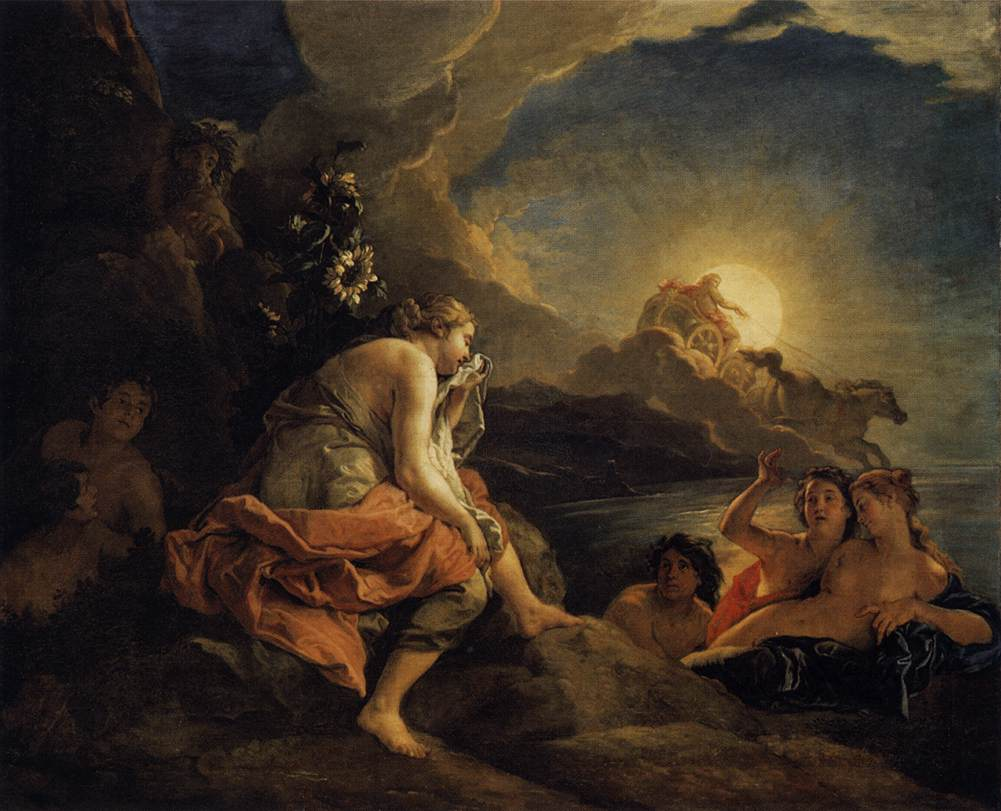
Clytia changée en héliotrope de Charles de La Fosse, 1688

L'aménagement du Grand Trianon a donné lieu à l'une des plus importantes commandes de peintures de chevalet effectuées par Louis XIV puisqu'entre 1688 et sa mort, il fait peindre près de 160 tableaux à destination du palais.
La moitié de ces œuvres sont des tableaux mythologiques, une cinquantaine sont des paysages, une trentaine des tableaux de fleurs et cinq des tableaux religieux. Parmi les artistes ayant travaillé à l'élaboration de ces tableaux se trouvent François Boucher (La Pêche à la ligne, 1757), François Verdier, René-Antoine Houasse, Antoine Coypel, Jean Jouvenet, Charles de La Fosse et François Marot.

## Les jardins

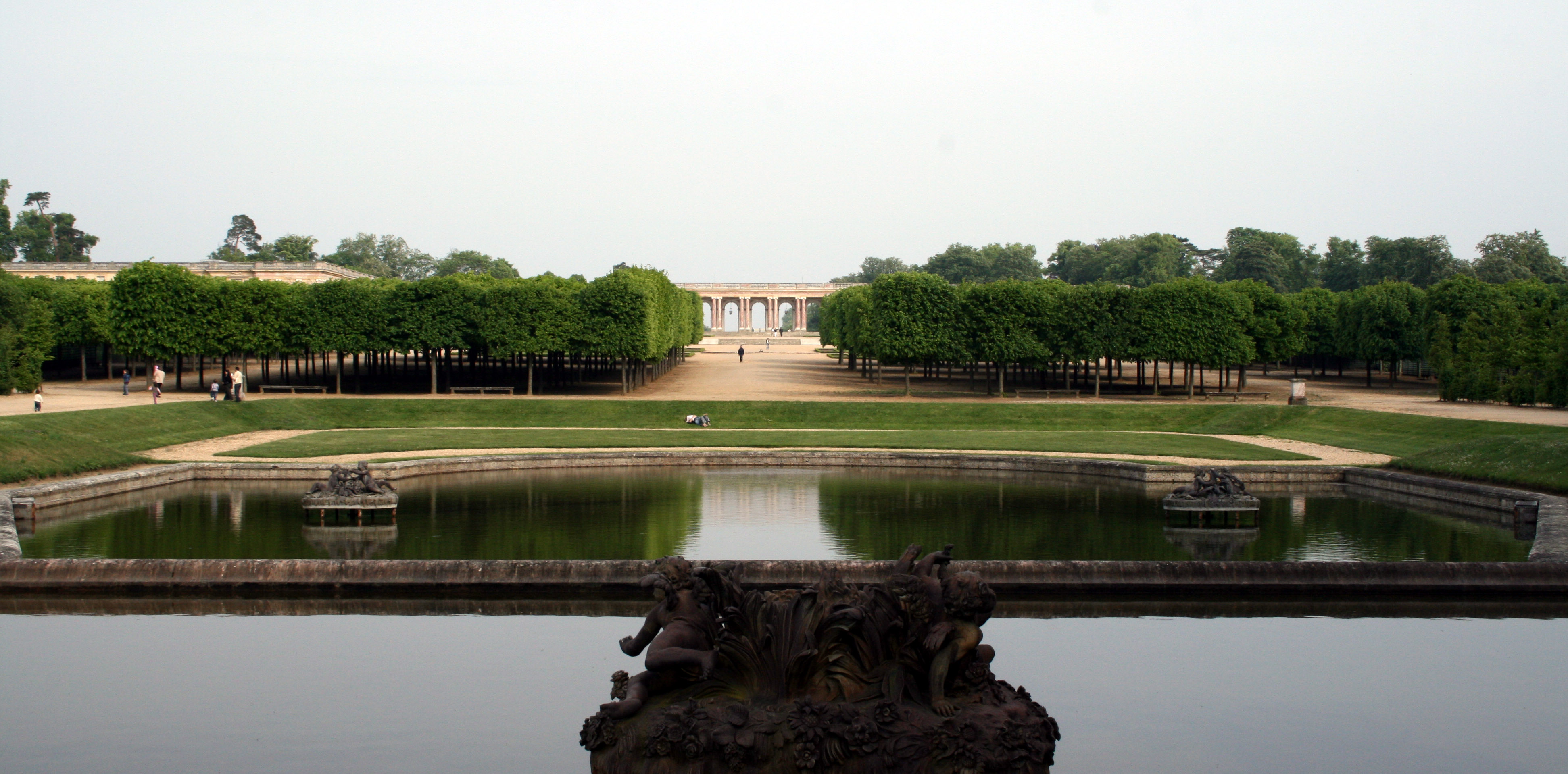
Bassin Plat fond.

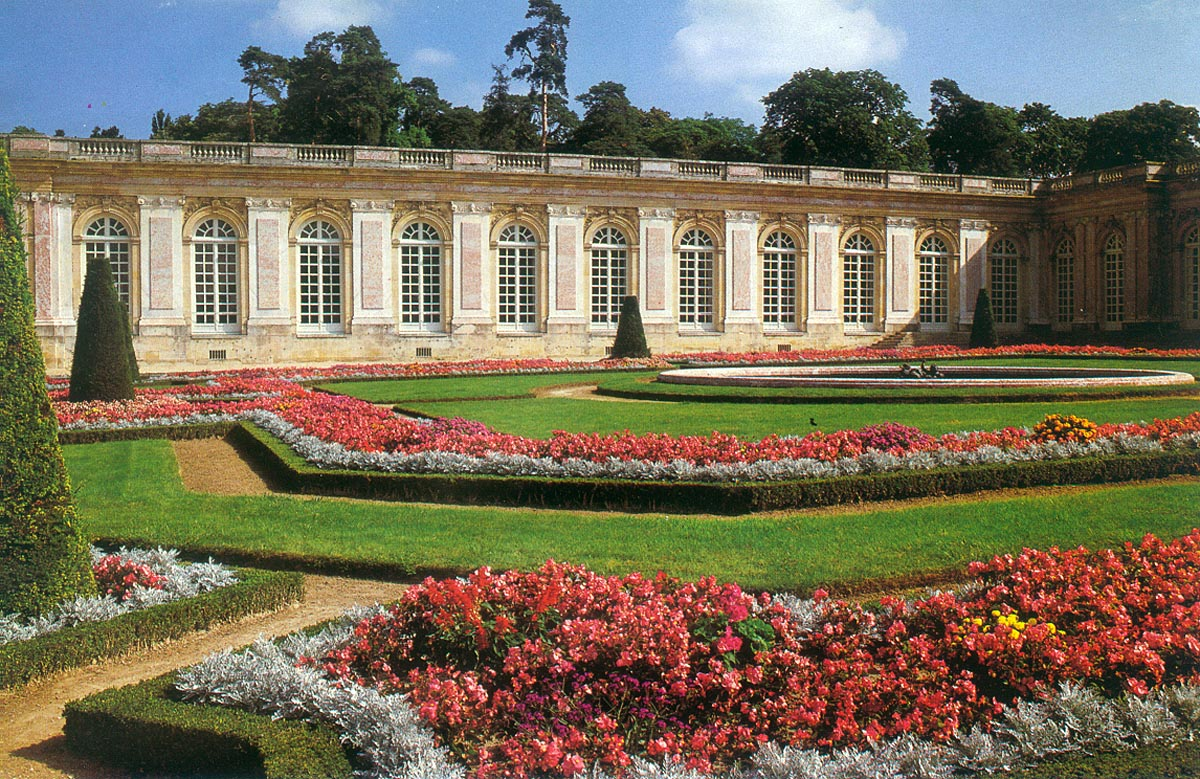
Vue des parterres.

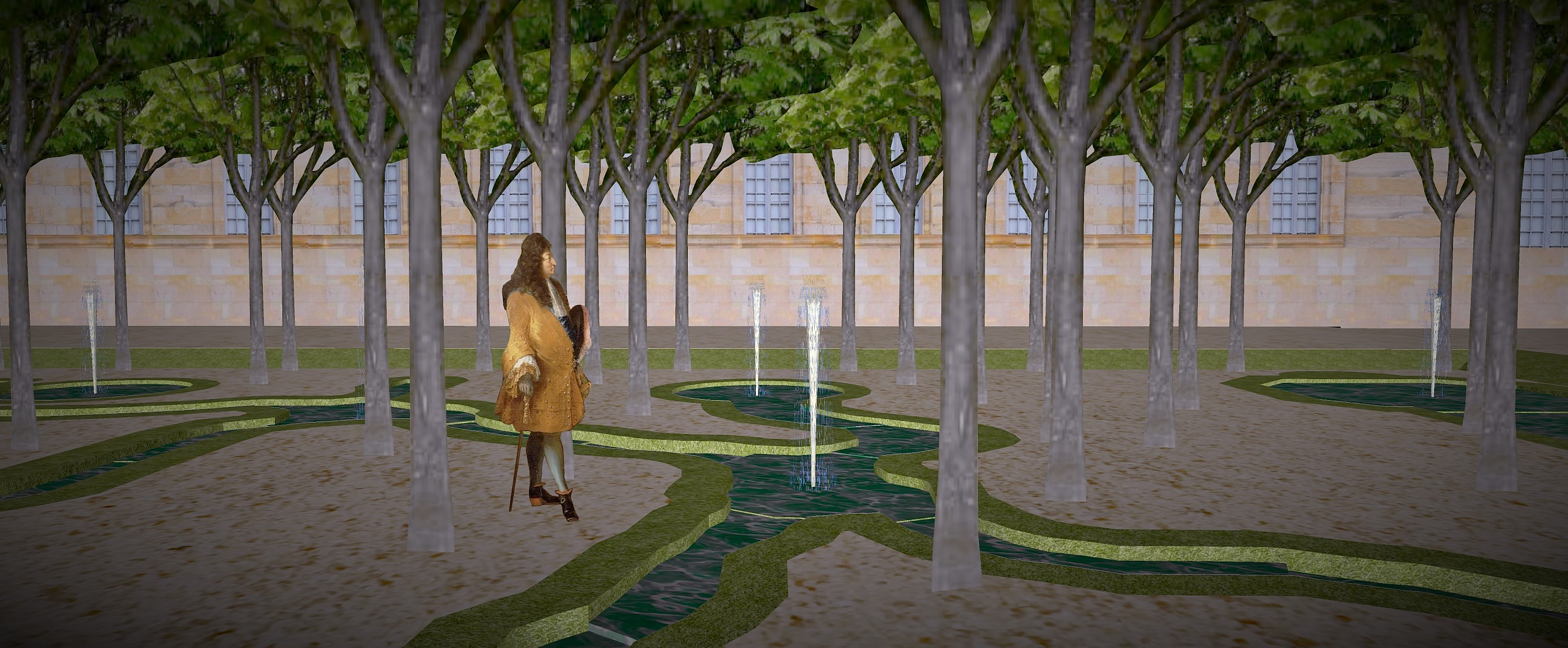
Schéma du bosquet des Sources, Grand Trianon

Dès la construction du Trianon de porcelaine, Louis XIV fait appel au jardinier Michel II Le Bouteux, dont les parterres sont ornés de plantes en pots enterrées afin de pouvoir être changées tous les jours, à volonté, créant un spectacle fleuri et embaumé permanent et totalement unique, parfois gênant pour les visiteurs. En 1743, Ange-Jacques Gabriel rappelle au roi Louis XV que plus de 900 000 pots de terre sont utilisés ou en réserve pour l’ornement des parterres ; d'après Le Nôtre, le nombre monte jusqu'à deux millions. 96 000 plantes sont ainsi maintenues pour la variété du spectacle et l’agrément du roi. Ce « jardin de Flore », comme l’appellent les contemporains du Trianon de porcelaine, introduit notamment le marronnier d'Inde, une essence exceptionnelle pour les jardins de l'époque, tandis que les orangers sont cultivés en terre (un exploit pour l'époque), leur mise à l’abri hivernale étant faite par une châsse en verre, démontée quand reviennent les beaux jours.
Lors de la construction du Trianon de marbre, André Le Nôtre trace dans les jardins des figures géométriques compartimentées en salles de verdure treillagées, préservant partiellement quelques parterres de Michel II Le Bouteux. Les jardins sont achevés après sa mort, en 1700, par Jules Hardouin-Mansart qui, en 1702, les agrémente, entre autres, d’un buffet d’eau[Quoi ?] et crée des bosquets et des salles de verdure. Seule la fierté de Le Nôtre, le jardin des Sources, situé dans le creux de la galerie des Cotelle et Trianon-sous-Bois est préservé.
Les jardins du Grand Trianon sont des jardins à la française, ordonnés et géométriques. Ils couvrent actuellement 23 hectares, enclos de 2,2 km de murs et parcourus par 8 km d’allées. Ils sont un jardin en réduction, au dessin délicat, à l’intérieur du parc de Versailles. Contrairement à ce dernier, les jardins de Trianon ne conservent que très peu de jeux hydrauliques, à l’exception notable du buffet d’eau. Ils sont essentiellement, et c’est leur principale caractéristique, un aménagement paysager formé d’allées, de végétation et de sculptures. Entièrement closes de murs, les perspectives ne sont cependant pas coupées : on expérimente les premiers saut-de-loup et ha-ha.
Comportant peu de structures artificielles, ils souffrent beaucoup plus que les jardins de Versailles de l’abandon progressif et du manque d’entretien. La végétation domestiquée qui les constituent a repris ses droits et la tempête de 1999, achève de jeter à bas les rares vestiges des plantations initiales. Leur récente restauration, qui se déroule depuis 2003, reconstitue, à partir des nombreux documents d’époque, la succession des salles, des chambres et des antichambres de verdure qui forment le plan initial. Une multitude de formes géométriques - triangle, hémicycle, octogone - sont articulées entre elles par des allées bordées de charmilles. La salle triangulaire, qui est l’une des premières à être restaurée, comporte une double haie de charmilles entaillées de « fenêtres », offrant des vues variées sur les orangers en pots qui l’habillaient à la belle saison. La reconstitution, soignée, ne donne cependant qu’une lointaine idée de la variété des paysages originaux. Il faut alors imaginer les multiples plantes fleuries en pots, les structures éphémères de toiles, les meubles et statues, transportés et installés pour la journée, qui habillent les salles de verdure pour se faire une idée de ces pièces naturelles richement ornées.

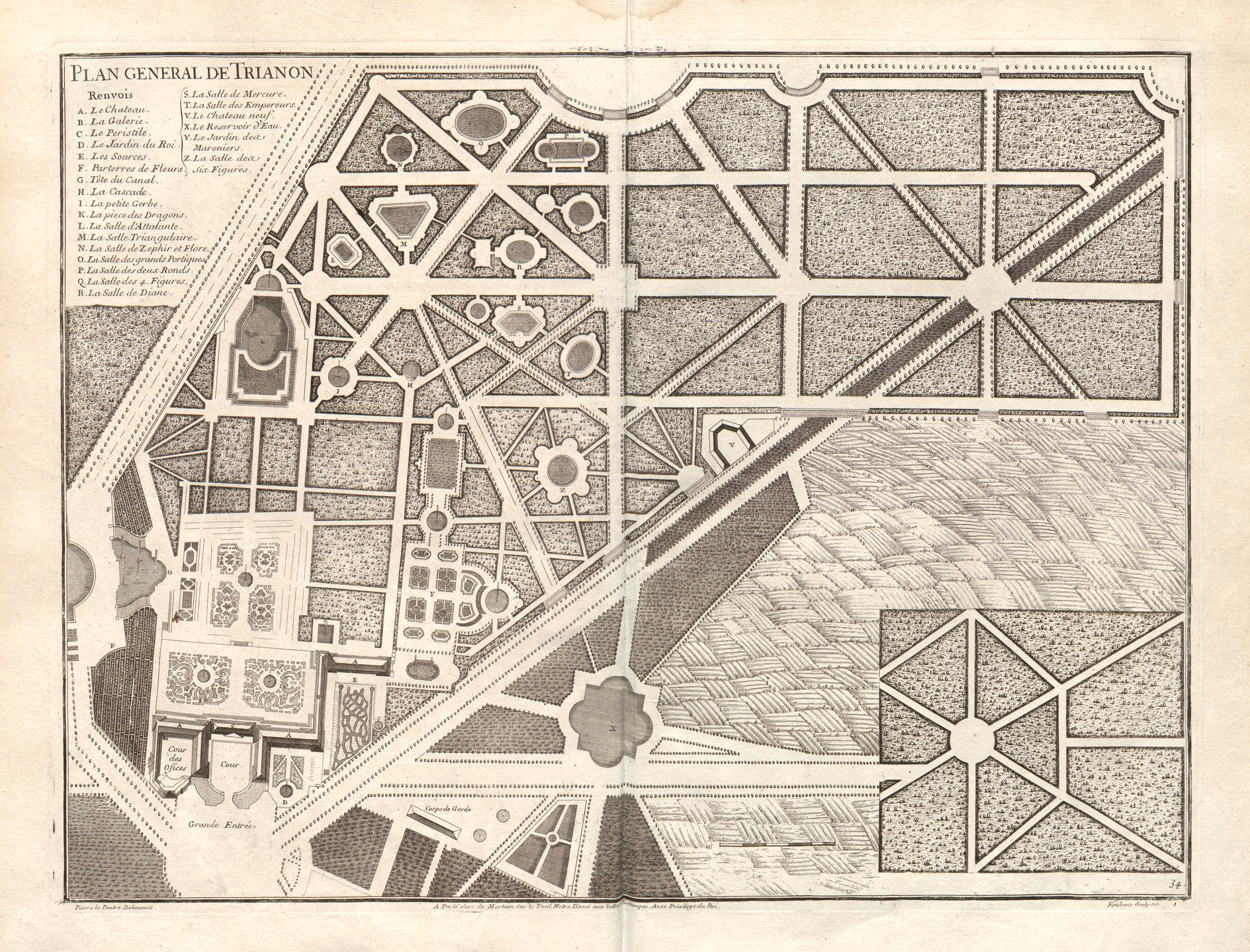
Les jardins en 1714-1715
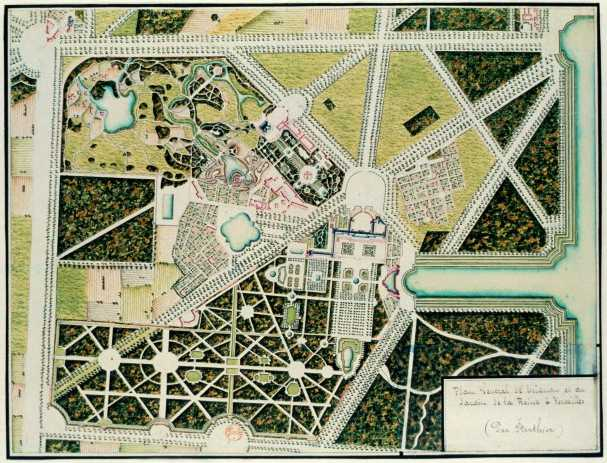
Plan général du Trianon et du Jardin de la Reine à Versailles au XIXe siècle, suivant une orientation sud-nord.

## Lieu de séjour
- 1690-1703 :  Louis XIV
- 1703-1711 : Monseigneur, le Dauphin, fils de Louis XIV
- 1717 : Pierre Ier le Grand, empereur de Russie
- 1740 : Marie Leszczynska, épouse de Louis XV
- 1810-1814 : Marie-Louise d'Autriche, épouse de Napoléon Ier
- 1830-1848 : la reine Marie-Amélie de Bourbon-Siciles, épouse de Louis-Philippe Ier
- Depuis 1963, le Grand Trianon sert occasionnellement de lieu de rencontre entre le président de la République et les chefs d’État étrangers en visite officielle :
  - Charles de Gaulle y tient des discussions avec Richard Nixon (États-Unis) en mars 1969[79].
  - Georges Pompidou accueille la reine Élisabeth II (Royaume-Uni) en mai 1972[80].
  - Valéry Giscard d'Estaing accueille successivement le Chah d'Iran, Jimmy Carter (États-Unis) et Hussein de Jordanie
  - François Mitterrand y reçoit également en 1992 le premier président de la toute jeune fédération de Russie, Boris Eltsine
  - François Hollande y accueille le 27 mars 2014 le président chinois XI Jinping et son épouse Peng Liyuan, pour un dîner privé servi par le chef Alain Ducasse. 
  - Emmanuel Macron y reçoit le président russe Vladimir Poutine en 2017[81].

## Le Grand Trianon dans la culture

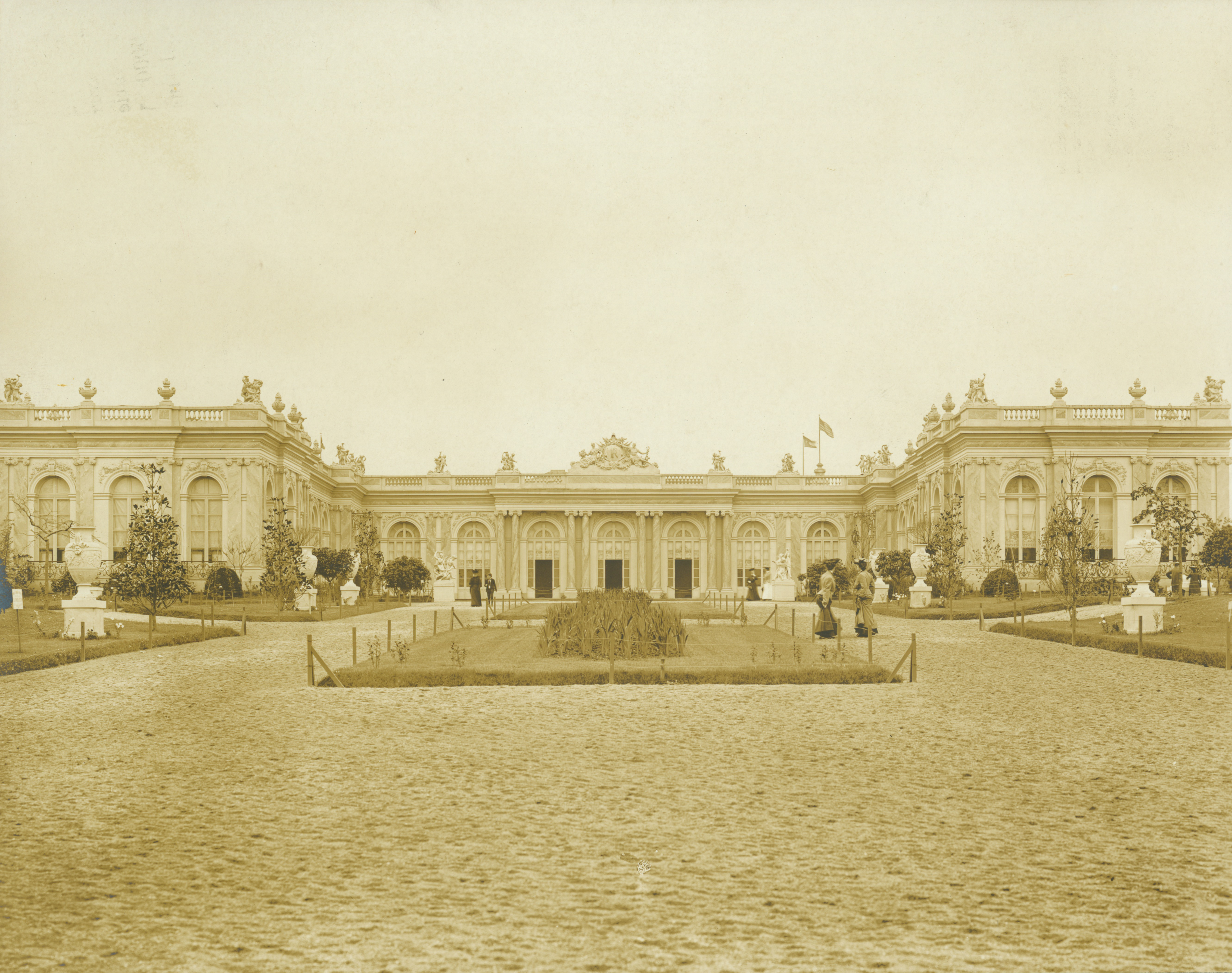
Pavillon français de l'exposition universelle de 1904, réplique du Grand Trianon.

On parle de « trianon » pour évoquer un pavillon excentré par rapport à une résidence royale.
Le Grand Trianon est le décor de plusieurs films tournés au domaine de Versailles, :
- 1921 : L'Aiglonne de Émile Keppens et René Navarre
- 1925 : Napoléon d’Abel Gance
- 1932 : Au jardin de la Pompadour de Robert Casa et André Taponier
- 1949 : L'esprit de famille, par l'industrielle française du film
- 1955 : Napoléon de Sacha Guitry
- 1960 : Petite suite pour jardins de Armor films
- 1960 : L'Amant de cinq jours de Philippe de Broca
- 1960 : Demain Paris, court métrage de Michel Boschet et André Martin
- 1961 : La Fayette de Jean Dréville
- 2011 : Le Chevalier de Saint-George de Claude Ribbe
- 2011 : Louis XVI, l'homme qui ne voulait pas être roi, téléfilm de Thierry Binisti

## Protection
Rattaché au domaine de Versailles, il fait l'objet, tout comme ce dernier, d'un classement aux monuments historiques, une première fois, sur la liste de 1862, puis une seconde fois, par arrêté du 31 octobre 1906.
Il est également inscrit au patrimoine mondial de l’Unesco depuis 1979.